# Биоразнообразие Новой Каледонии

Расположение региона Новая Каледония

Биоразнообразие Новой Каледонии представляет исключительный биологический и палеоэкологический интерес. Его часто называют очагом биоразнообразия. Страна представляет собой большой южно-тихоокеанский архипелаг с общей площадью более 18 000 км². Рельеф включает в себя множество рифов, атоллов, небольших островов и множество топографических и эдафических регионов на самом большом острове, все из которых способствуют развитию необычайно концентрированного биоразнообразия. Климат региона океанический и тропический.
Новая Каледония отделена от ближайшего материка более чем 1000 километрами открытого моря. Его изоляция датируется, по крайней мере, серединой миоцена, и, возможно, олигоценом, и эта изоляция сохранила его реликтовую биоту, способствуя эволюции широкого круга эндемичных видов.

## Расположение и описание
Новая Каледония находится на самой южной окраине тропической зоны, недалеко от тропика Козерога. Является частью субрегиона Меланезия. Он включает в себя главный остров, острова Луайоте, архипелаг Белеп, остров Пен, острова Честерфилд в Коралловом море и несколько удалённых островков.
Архипелаг находится примерно в 1300 км к востоку от Австралии и в 1500 км, 1800 км и 1200 км от Новой Зеландии, Папуа-Новой Гвинеи и Фиджи соответственно. Несколько меньших островов находятся ближе, но в настоящее время не обеспечивают удобного пути перемещения по островам, по которому виды животных могли бы перемещаться либо на крупные массивы суши, либо с них. Некоторые растения, беспозвоночные, морские млекопитающие и многие летающие виды, такие как водные птицы, попугаи и летучие мыши, распространились в новые места либо самостоятельно, либо из-за необычных явлений, таких как штормы, или были перенесены людьми. Некоторые виды растений заселили новые районы семенами, переносимыми океанскими течениями.
Некоторые виды животных и растений достигли Новой Каледонии из близлежащих регионов, и, в свою очередь, некоторые виды Новой Каледонии успешно расширили свои ареалы в районе Тихого океана. Другие виды Новой Каледонии или их близкие родственники встречаются в регионах, удаленных от архипелага. Например, известно, что новокаледонский попугай является основным видом рода Cyanoramphus, который распространился на многие острова Тихого океана. Многие летучие мыши и птицы, питающиеся в основном фруктами, в том числе представители семейств Котинговые, Голубиные, Трогоновые, Дроздовые и Тукановые, проглатывают семена, а затем отрыгивают их или выделяют с фекалиями. Такое распространение семян (орнитохория) было основным механизмом распространения семян через океанские преграды. Семена трав, споры водорослей, яйца моллюсков и других беспозвоночных могут прилипать к ногам или перьям птиц, особенно перелётных или водоплавающих, и таким образом перемещаться на большие расстояния.
На главном острове, Новая Каледония, есть несколько мест обитания, находящихся под влиянием различных осадков, геологии, эдафических факторов и высоты. В Новой Каледонии есть несколько биотопов, в том числе густые вечнозеленые леса, кустарники маквиса, склерофильные леса (сухой лес), водно-болотные угодья, саванны и галофитная растительность. На острове есть два основных экорегиона: большая часть территории занята восточными тропическими лесами Новой Каледонии, а ныне фрагментарные сухие леса Новой Каледонии проходят вдоль западного побережья.
Наиболее заметные аспекты морской среды Новой Каледонии связаны с окружающим коралловым рифом.
Можно ожидать, что такие обстоятельства в целом будут способствовать сохранению биоразнообразия, но в случае Новой Каледонии поразительной особенностью является интенсивное биоразнообразие на такой небольшой территории. Предположительно, это частично связано с эдафическими и топографическими особенностями, которые определяют ряд отдельных регионов и экологических градиентов. Однако местные виды не всегда занимают все потенциальные ниши, оставляя территорию уязвимой для тех или иных форм инвазии.
Более крупная флора включает Nothofagus, Beilschmiedia, Adenodaphne, Винтеровые, Миртовые, южные сассафрас (Атероспермовые), хвойные деревья из Араукариевых, Подокарповых и Кипарисовых и древовидные папоротники.

### Геологическое происхождение

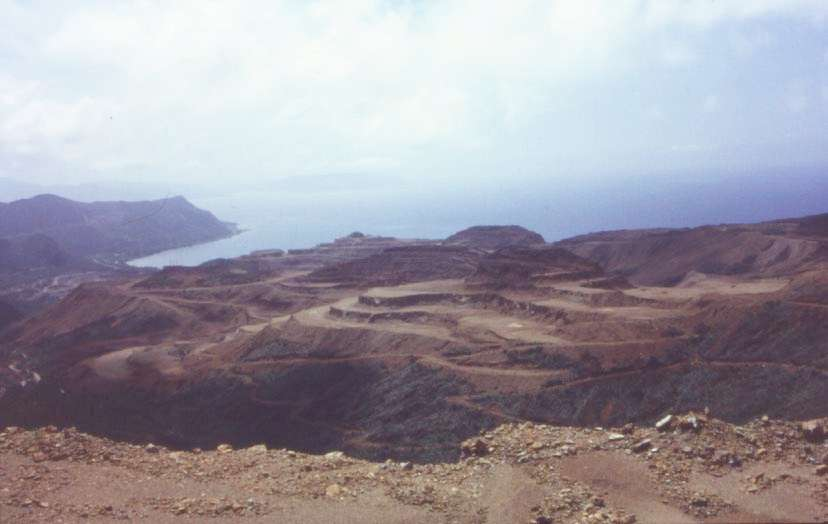
Перспектива добычи полезных ископаемых

Новая Каледония состоит из фрагментов континентальной коры Гондваны, датируемых более ста миллионов лет назад (млн лет назад), а также вулканического материала. Фрагменты, очевидно, откололись от Индо-Австралийской тектонической плиты. Преобладает мнение, что архипелаг представляет собой незатопленные районы континентального фрагмента, известного как Зеландия. Зеландия отделилась от австралийской части Гондваны около 80-90 млн лет назад. Отделение Новой Каледонии от контакта с материком должно было начаться несколько десятков миллионов лет назад, вероятно, в меловой период.
Однако представление об острове как о сохранившемся фрагменте мелового периода устарело. Острова с того времени частично или полностью затоплены. Большинство современных террейнов Новой Каледонии образовались в результате срастания океанических островных дуг и подводных гор. Биота эволюционировала, как метапопуляции на островах, которые постоянно менялись, пока не слились в архипелаг. Эта гипотеза о том, что острова и их биота возникли примерно 30 миллионов лет назад в олигоцене, лучше объясняет организмы, встречающиеся в биоте Новой Каледонии.
В каменноугольном и пермском периодах Новая Зеландия и Новая Каледония находились на периферии Гондваны, которая включала Африку, Южную Америку, Антарктиду, Индию, Новую Зеландию и Австралию. Палеомагнитные данные показывают, что Новая Каледония изначально находилась вблизи Южного полюса. В триасовом и раннем юрском периодах Гондвана смещалась на север, нагревая восточную окраину. Новая Каледония отделилась от Австралии и Новой Зеландии во время распада суперконтинента, отделившись от Австралии в конце мелового периода (66 млн лет назад) и, вероятно, завершив свое отделение от Новой Зеландии в середине миоцена. Однако, как и всякий тектонический процесс, этот процесс был длительным и в этом регионе был исключительно сложным. Многие вопросы ещё предстоит решить.
Почвы острова в основном состоят из ультраосновных пород и являются убежищем для многих видов местной флоры, которые давным-давно адаптировались к их составу; такая флора может выживать на кислых почвах с неблагоприятным составом питательных элементов. В Новой Каледонии примеры таких почв обычно имеют избыток магния, а также необычно высокие концентрации фитотоксичных соединений тяжелых металлов, таких как никель. Немногие виды-вторженцы могут успешно конкурировать с растениями, адаптированными к таким сложным почвам.
Местная флора породила множество видов экстремофилов, которые процветают в среде, достаточно токсичной, чтобы поставить инвазивные растения в невыгодное положение. Во многих районах, главным образом на Новой Каледонии, наблюдается очень высокая концентрация металлоносных пород. Их минеральное содержание плохо подходит для большинства чужеродных видов растений.
Ультраосновные породы также содержат повышенное количество хрома и никеля, которые могут быть токсичными для растений. В результате на этих почвах развивается своеобразный тип растительности. Примерами являются редколесья и пустоши Аппалачских гор и предгорий, «влажные маквис» тропических лесов Новой Каледонии, а также ультраосновные леса горы Кинабалу и других вершин в Сабахе, Малайзия. Растительность, как правило, низкорослая и иногда является домом для эндемичных видов, адаптированных к этим почвам.
Часто в тропических и субтропических условиях на ультраосновных породах образуются толстые магнезитово-кальцинированные покрывающие породы, латерит и дюрикраст. Особые флористические комплексы, связанные с высоконикелевыми ультраосновными породами, являются показательными инструментами для разведки полезных ископаемых. Выветрившиеся ультраосновные породы могут образовывать залежи латеритных никелевых руд.

### Ранние организмы
Морская фауна того периода, отдельная от фауны юго-западной части Тихого океана, была выделена как «провинция маори». Гондвана начала свою фрагментацию в средней и верхней юре, и появление фауны донных беспозвоночных видно в отложениях ископаемых. Меловой период отмечен появлением фауны морских беспозвоночных южного происхождения. Именно тогда покрытосеменная флора, такая как Nothofagus и Протейные, колонизировала Новую Зеландию и Новую Каледонию из Южной Америки вдоль антарктической окраины Гондваны.
В начале третичного периода Новая Зеландия и Новая Каледония переместились на север в сторону более теплого климата. Это привело к длительному периоду эволюции практически в полной изоляции. Природное наследие Новой Каледонии включает виды, предки которых обитали в Новой Каледонии, когда она отделилась от Гондваны; не только виды, но и целые роды и даже семейства уникальны для острова.

## Эволюция и история

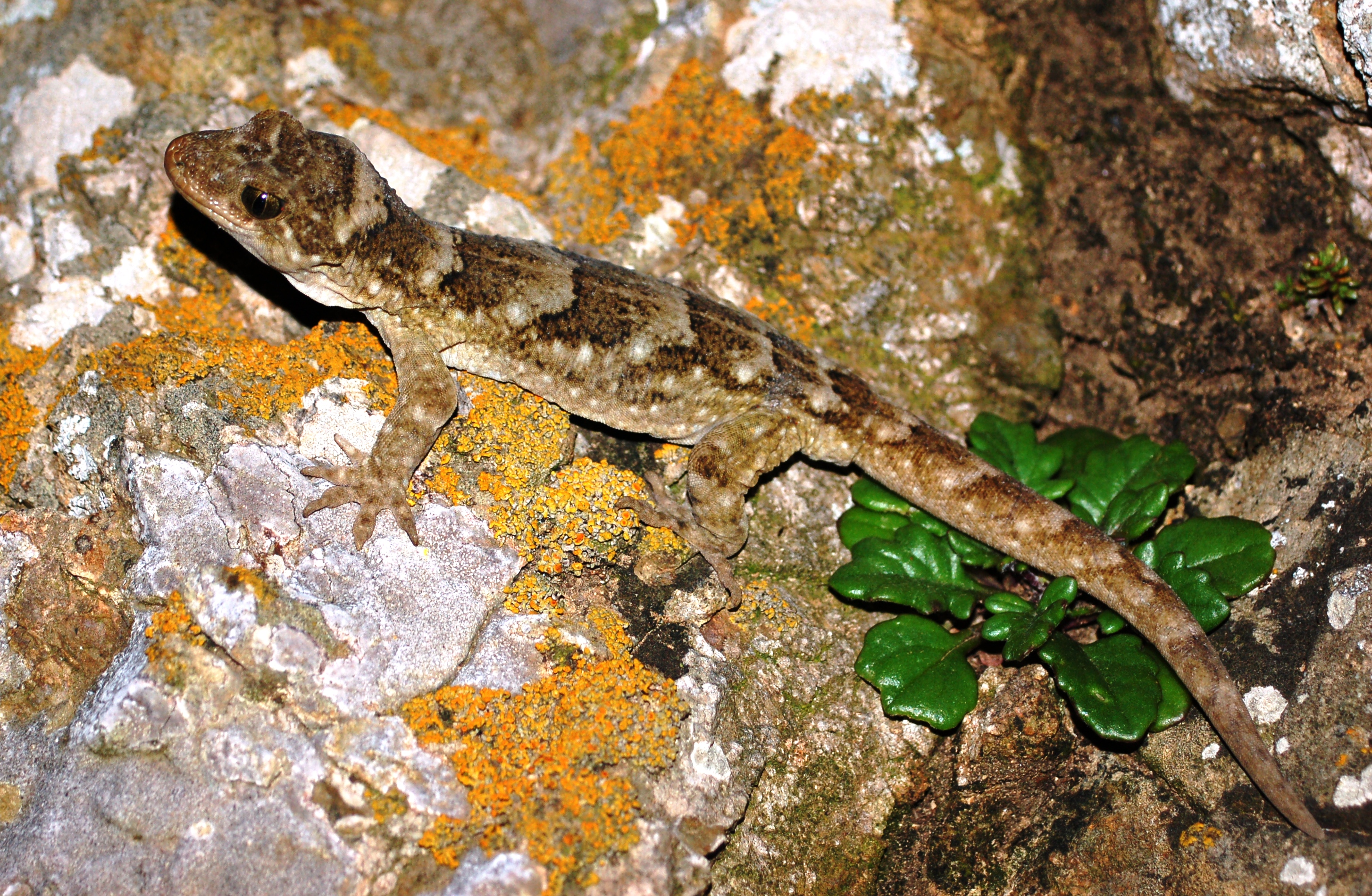
Многие современные виды в районе островов Тихого океана, похожие на новозеландских гекконов, такие как Hoplodactylus duvaucelii, возможно, произошли из Новой Каледонии.

Виды архипелага Новая Каледония представляют собой реликты растительности, ранее покрывавшей большую часть тропиков Земли, в том числе большую часть материковой части Австралии, Южной Америки, Антарктиды, Южной Африки и Северной Америки. Хотя тропические туманные леса исчезли во время оледенений, они повторно заселили большие территории в последующие геологические эпохи, когда погода снова стала благоприятной. В другое время их заменяли более холодоустойчивые или засухоустойчивые склерофильные растительные сообщества. Многие из существовавших в то время видов вымерли, потому что они не смогли преодолеть барьеры, создаваемые новыми океанами, горами и пустынями, но другие нашли убежище в качестве реликтовых видов в прибрежных районах и на островах.
Когда большие массивы суши стали более сухими и с более суровым климатом, этот тип лесов сократился до этих пограничных районов. Хотя некоторые остатки архаичной богатой флоры всё ещё сохранялись в прибрежных горах и защищённых местах, их биоразнообразие сократилось. Расположение островов Новой Каледонии в Тихом океане смягчило эти климатические колебания и сохранило относительно влажный и мягкий климат, который позволил этим сообществам сохраниться до наших дней.
Экологические требования многих видов соответствуют экологическим требованиям лесов монтеверде и являются энергичными видами с большой способностью заселять благоприятную среду обитания. Географическая изоляция и особые эдафические условия способствовали его сохранению. Некоторые виды даже специализируются на гипераккумуляции никеля, например представитель семейства Сапотовых — Sebertia acuminata.
Некоторые геологи утверждают, что по мере того, как остров перемещался на север из-за последствий дрейфа континентов, он через различные промежутки времени погружался под воду, уничтожая наземную флору и фауну. Ботаники возражают, что некоторые районы, должно быть, оставались выше уровня моря, служа убежищами. Многие представители гондванской флоры позднего мелового периода — раннего третичного периода выжили в ровном климате Новой Каледонии, но исчезли в Австралии из-за всё более засушливых условий. Изоляция Новой Каледонии не была абсолютной из-за подъема и падения уровня моря, вызванного приливами и отливами ледниковых периодов. Сухопутные мосты или острова сформировались между Новой Каледонией и её соседями, Соломоновыми островами, Вануату и Австралией. Таким образом, новые виды появились в Новой Каледонии, в то время как гондванские виды смогли проникнуть в регион Тихоокеанских островов. Растения имеют ограниченную подвижность при распространении семян от родительского растения и, следовательно, полагаются на различные векторы распространения своих побегов, включая как абиотические, так и биотические факторы.

## Вымершие виды
Множества видов были уничтожены людьми еще до прибытия европейцев. Окаменелости, найденные в пещерных отложениях, показывают, что на острове когда-то обитал эндемичный вид сипухи Tyto letocarti; два вымерших вида ястреба Accipiter efficax и Accipiter quartus; крупная нелетающая курообразная птица Sylviornis neocaledoniae; бекас (Coenocorypha sp.); султанка Porphyrio kukwiedei; низинный кагу Rhynochetos orarius; земляной голубь Gallicolumba longitarsus; большеног Megapodius molistructor; птица-носорог Лоялти (острова Луайоте); вымерший вид лори Vini diadema; а также гигантская летучая мышь, членистоногие и другие. На острове также обитала гигантская наземная черепаха Meiolania, не похожая ни на одну из ныне живущих, которая была вооружена булавовидным хвостом и шипастой головой. Существовал также вид наземных крокодилов — мекозух Mekosuchus inexpectatus, который вымер после прибытия людей. И Meiolania, и Mekosuchus, возможно, прибыли сюда после пересечения океана в результате перехода с острова на остров и/или распространения волн из Австралии.

## Экорегионы
Существует несколько типов растительности в различных нишах, формах рельефа и микроклиматах, где процветают эндемичные виды, в том числе густые вечнозелёные леса, маквис (кустарники), склерофильные леса (сухие леса), водно-болотные угодья, саванны и галофитная растительность.
На Новой Каледонии есть два наземных экорегиона. Большую площадь занимают тропические леса восточной Новой Каледонии, которые охватывают восточную часть Новой Каледонии, острова Луайоте и острова Пен.
В среде обитания тропического горного лаврового леса Новой Каледонии с лесами монтеверде, которые большую часть года покрыты облаками, влажные вечнозелёные леса имеют закрытый полог из деревьев среднего размера, высотой до 20 метров в низинах и от 3 до 8 метров в горном лесу. Во влажных горных лесах Melaleuca на низменностях сообщества горы Ignambi и озера Yaté с участками невысоких кустарников являются идеальной средой обитания для местных видов. Например, Erythrina являются кормовыми растениями для некоторых местных видов попугаев.
Сухие леса Новой Каледонии, которые теперь являются фрагментарными, простираются вдоль западного побережья острова. Европейцы обычно селились здесь, избегая восточной части проживания канаки.
Морская среда Новой Каледонии характеризуется окружающим Барьерным рифом Новой Каледонии.

## Сухие леса

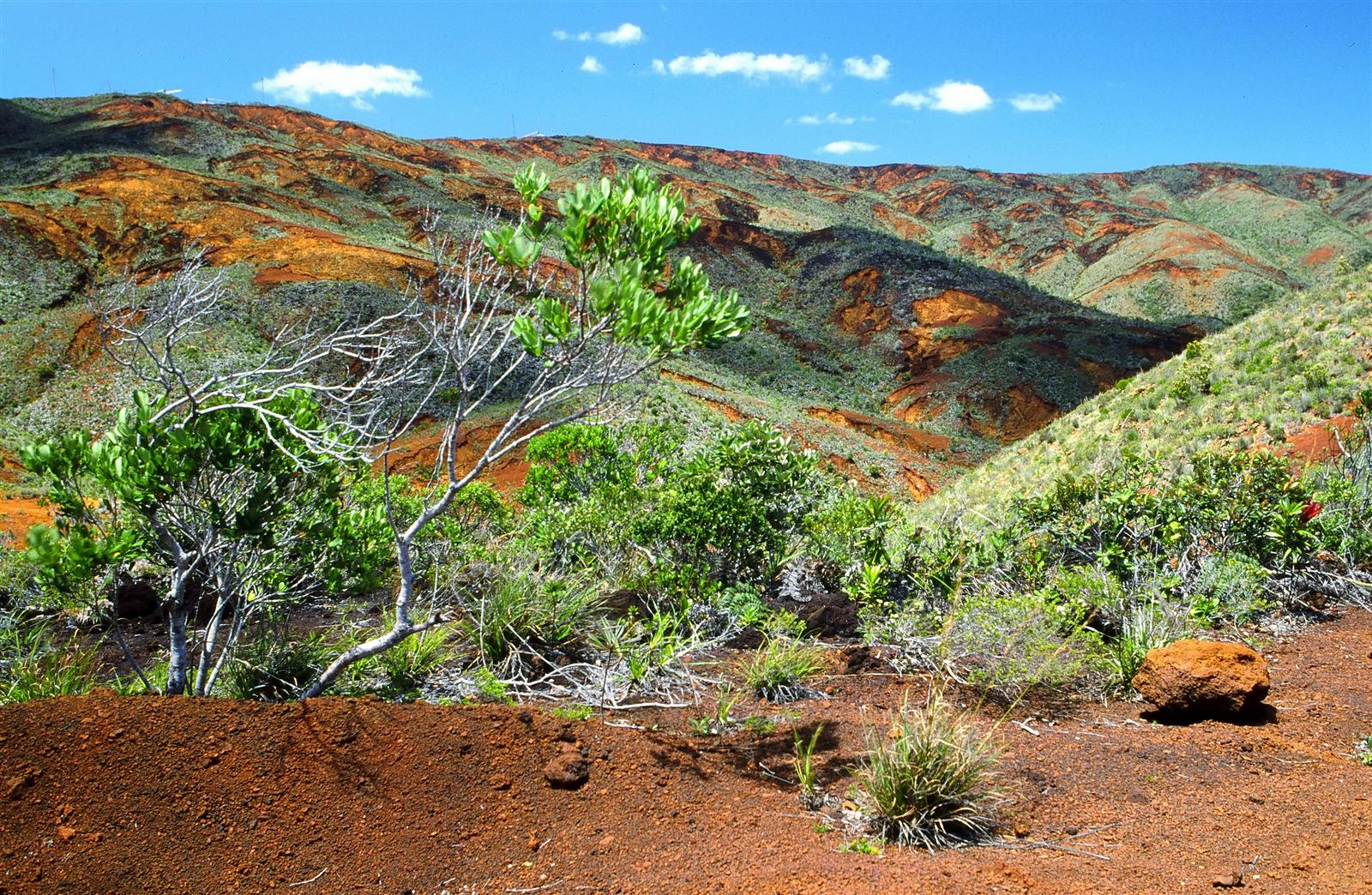
Типичная местность на юге островов в Новой Каледонии

Западное побережье Новой Каледонии имеет более сухой климат и среду обитания, отличную от тропических лесов, покрывающих большую часть острова. Растительный мир западного побережья состоит из почти 400 видов, включая эндемичные виды, такие как уникальная Captaincookia margaretae и Oryza neocaledonica, находящийся под угрозой исчезновения дикий рис. На этом побережье обитают животные, находящиеся под угрозой исчезновения, в том числе Chalinolobus neocaledonicus и Pteropus ornatus. Сухие леса уязвимы для пожаров и вмешательства человека. Первоначальная растительность была расчищена для ведения сельского хозяйства, особенно для разведения крупного рогатого скота, оставив только два процента первоначального сухого леса на изолированных участках, ни один из которых не был защищён. Городские районы на западном побережье включают космополитическую столицу Новой Каледонии Нумеа, а фермы и фермерские поселения расположены вдоль всего побережья.

## Тропические леса
Горные леса в основном расположены на подветренных склонах, где встречаются сообщества вечнозеленых видов лаврового леса. Леса, как правило, вечнозелёные, потому что мягкий климат обеспечивает непрерывную биологическую активность. В постоянно мягких условиях число видов, которые разделяют полог, велико. Это разнообразие принесло им название «тропический лес» в отличие от «леса» («средиземноморский лес», «лес умеренного пояса» и т. д.), подразумевая пологи, в которых преобладает один или несколько видов деревьев. В этом смысле лавровый лес является переходным образованием между умеренными лесами и тропическими лесами. У многих видов деревьев нет согласованного времени сброса листьев, цветения или созревания плодов, причем фазы происходят в любое время года. Древесные растения, включая хвойные из семейств Подокарповые, Араукариевые и подсемейства Callitroideae из Кипарисовые и покрытосеменных, таких как семейства Эритроксиловые, Вересковые, Протейные, Гризелиниевые, Кунониевые, Атероспермовые и Винтеровые, и родов, таких как южный бук (Nothofagus).
В лесу обитают многие другие семейства цветковых растений и папоротников, в том числе некоторые роды древовидных папоротников, известные в Канаде по ископаемым, как Dicksonia и Cyathea (Cyathea novae-caledoniae), или самая высокая в мире Cyathea intermedia. Amborella вызвала большой интерес у систематиков растений благодаря недавним молекулярно-филогенетическим анализам. Здесь много эпифитов и крупных свисающих мшистых образований, дающих сюрреалистический и призрачный эффект. Влага обильная, создавая влажную, влаголюбивую среду с большой визуальной привлекательностью в виде туманов, брызг, прудов и ручьёв, которые пронизывают всё поле зрения.

## Флора

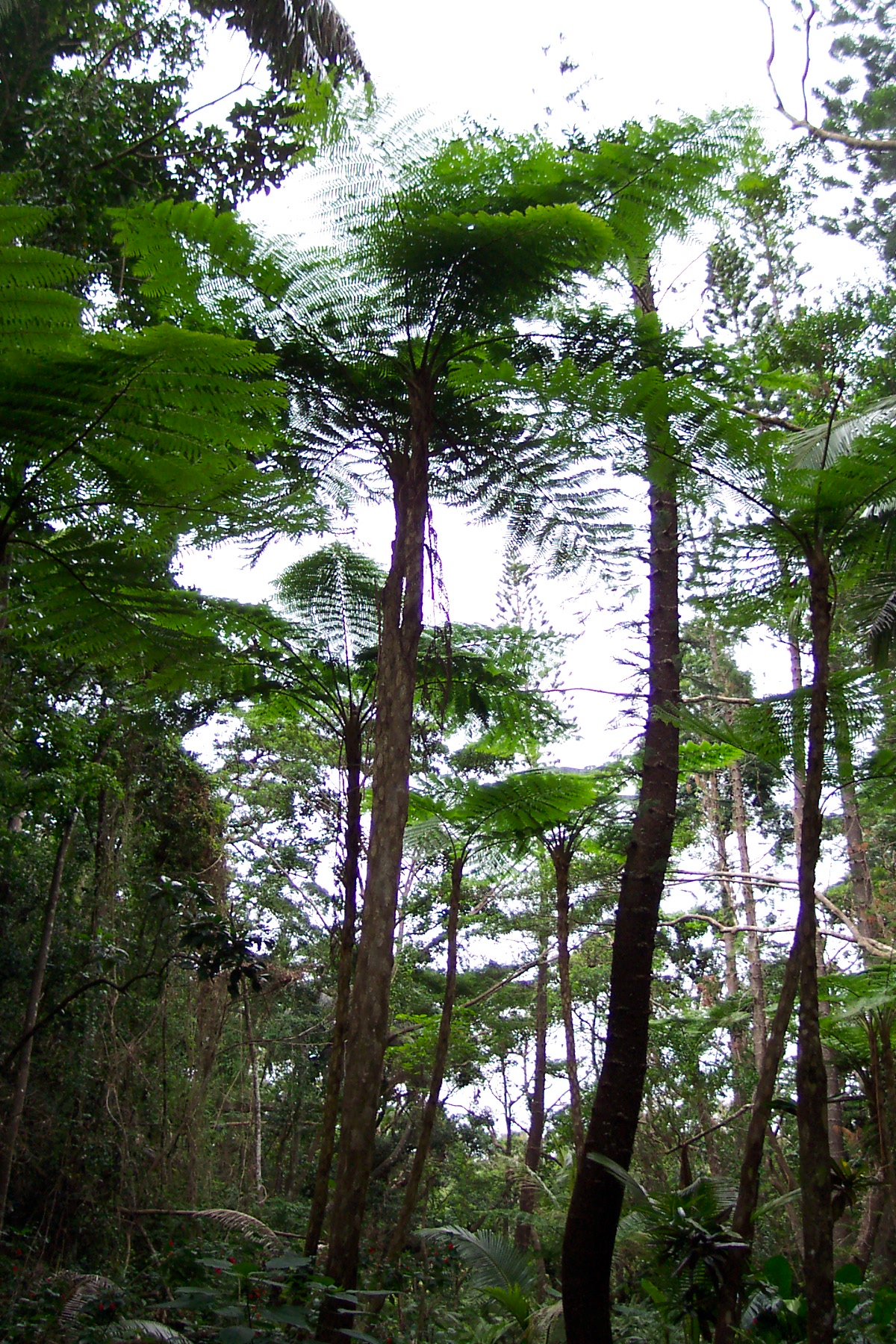
Древовидные папоротники на острове Пен

Растительность Новой Каледонии отличается самым высоким в мире уровнем эндемизма: 5 семейств, 107 родов и 3380 видов. Среди них Acacia spirorbis, виды Dracophyllum, Drosera neocaledonica, Grevillea gillivrayi, Neocallitropsis pancheri (Кипарисовые) и Austrotaxus spicatus (Тисовые). Из 44 видов голосеменных на архипелаге 43 являются эндемичными, в том числе уникальный голосеменный паразит Parasitaxus ustus.
Представители семейства (Пальмовые) включают 37 эндемичных видов, принадлежащих к 16 родам. Все виды Пальмовых, входящих в рода Actinokentia, Basselinia, Burretiokentia, Chambeyronia, Clinosperma, Cyphokentia, Cyphophoenix, Kentiopsis и Pritchardiopsis являются эндемиками Новой Каледонии. Из видов находящихся под угрозой исчезновения Pritchardiopsis jennencyi известен только один взрослый экземпляр.
Также встречаются три самых примитивных рода Аралиевых.
Некоторые растительные сообщества Новой Каледонии представляют собой настоящие живые ископаемые. Флора содержит множество групп растений, которые, по-видимому, являются остатками гондванской флоры позднего мелового — раннего третичного периода, которая когда-то покрывала большую часть Австралазии. Флора чрезвычайно разнообразна и включает в себя уровень эндемизма на квадратный километр, который почти нигде больше на Земле не встречается. Три четверти местных видов растений Новой Каледонии являются эндемиками, но четверть из них «подвержены риску» сокращения или исчезновения.
Кроме того, насчитывается 454 вида водных растений.
Напротив, несколько групп, хорошо представленных в остальных тропиках, имеют на архипелаге лишь несколько видов, например Меластомовые с одним видом или отсутствуют всё семейство, например, Охновые (в строгом смысле) и Бегониевые. Другие семейства, такие как Ароидные, Бурачниковые, Капустные, Коммелиновые, Геснериевые и Имбирные, существенно непредставлены.
Пять семейств считаются эндемичными: Амборелловые, Онкотековые, Феллиновые, которые часто включались в Падубовые, Паракрифиевые и Страсбургериевые, прежде помещавшиеся в Охновые.
Некоторые роды произошли из гондванской антарктической флоры. Наиболее примечательные гондванские группы включают Кунониевые, Миртовые, Эскаллониевые и Протейные. Благодаря этому факту острова имеют много общих семейств растений с вальдивийскими лесами Южной Америки, Новой Зеландии, Тасмании и Австралии, в местах обитания облачных лесов и тропических лесов умеренного пояса. Флора покрытосеменных колонизировала Новую Зеландию и Новую Каледонию в меловом периоде такими родами, как Nothofagus, Forgesia и Polyosma.
Многие другие группы достигли Новой Каледонии после того, как она отделилась от Австралии, что произошло в рамках широкомасштабного перемещения индо-малезийских элементов, распространившихся в Австралазию в раннем и среднем третичном периоде. Некоторые из этих новых видов флоры интенсивно видоизменялись и в настоящее время являются одними из крупнейших родов на островах. Примеры включают Phyllanthus со 111 видами, Psychotria с примерно 85 видами и Eugeniaс примерно 37 видами, Flindersia из семейства Рутовые и Polyosma, среди прочих.
Большинство видов голосеменных произрастают в тропических лесах. Голосеменные чаще встречаются на более бедных кислых почвах и на почвах с избытком магния и других фитотоксичных элементов, полученных из ультраосновных пород. Сохранились 39 видов, а 27 считаются вымершими. Голосеменные растения чаще встречаются на открытых горных хребтах или рядом с реками или ручьями в поймах рек. Их концентрация важна в отдельных местах, которые обеспечивают спасительные убежища, поскольку условия окружающей среды делают межвидовую конкуренцию менее острой.
Четыре рода, Araucaria, Libocedrus, Prumnopitys и Retrophyllum, населяющие субантарктическую часть Тихого океана, имеют эндемичные виды в Новой Каледонии. Род Акмопиле (Подокарповые), в настоящее время присутствующий в Новой Каледонии и Фиджи, является ископаемым в Патагонии. Существует 13 эндемичных видов Araucaria, в том числе Araucaria rulei и Araucaria columnaris. Остров разделяет некоторые виды Araucaria с австралийским островом Норфолк. Многие, если не все нынешние популяции являются реликтовыми.
Покрытосеменные растения также включают в себя множество групп архаичных характеристик, которые проявляются как остатки старого цветочного фона Гондваны.
Род бамбука Greslania является эндемиком Новой Каледонии и включает три или четыре вида. Они встречаются только в южной части острова, где почва содержит тяжёлые металлы, такие как железо.
Несколько родов, принадлежащих к примитивным семействам, являются эндемичными или субэндемичными. Амборелла — моноспецифический эндемичный род эндемичного семейства Амборелловые. Другими являются Hedycarya и Kibaropsis (Монимиевые), Nemuaron (Атероспермовые) и Balanops (Баланоповые). Винтеровые из порядка Магнолиецветные, считающегося старейшей группой покрытосеменных растений, представлены родом Zygogynum с 18 видами отряда из пятидесяти родов, обитающими от Молуккских островов до северной Австралии. Среди семейств с отсутствующими или несовершенными проводящими сосудами в Новой Каледонии представлены Атероспермовые, Амборелловые, Анноновые и Винтеровые, представители семейств Хлорантовые, такие как род Ascarina с двумя видами, Перечные с двадцатью видами родов Piper и Peperomia, и Тримениевые с Trimenia neocaledonica.
Важность семейств гондванского происхождения как по количеству видов, так и по их изобилию в различных растительных сообществах контрастирует с низкой представленностью в коренных сообществах более современных групп, таких как Астровые, Злаковые, Яснотковые и Меластомовые.
Группы гондванского происхождения представляют собой наиболее замечательную флору и включают Кунониевые, Протейные и Миртовые. Семейство Кунониевые насчитывает шесть родов в Новой Каледонии. Pancheria и Codia являются эндемиками, хотя последний известен как ископаемое в Австралии, в то время как Cunonia насчитывает 23 эндемичных вида в Новой Каледонии и один вид в Южной Африке. Остальные три рода имеют папуасско-австралийское (Acsmithia), австралийское (Geissois) и субантарктическое (Weinmannia) распространение.
Два основных центра распространения Протейных находятся в Австралии и Южной Африке; семейство представлено на архипелаге 43 видами. Они делятся на шесть эндемичных родов: Beauprea, Beaupreopsis, Garnieria, Kermadecia, Sleumerodendron и Virotia, а также три не эндемичных рода Grevillea, Knightia и Stenocarpus.
Миртовые, хотя в основном гондванские по происхождению, в настоящее время распространены по всему тропическому миру и достигли Северного полушария. Это самое большое семейство в Новой Каледонии, насчитывающее 229 видов. Он имеет два широко распространенных рода Eugenia и Syzygium. Эндемичными родами являются Arillastrum, Cloezia, Myrtastrum, Pleurocalyptus и Purpureostemon. Род Melaleuca представлен шестью эндемичными видами и одним общим для Австралии и Папуа-Новой Гвинеи видом Melaleuca quinquenervia, известным на местном уровне как niaouli.

## Фауна

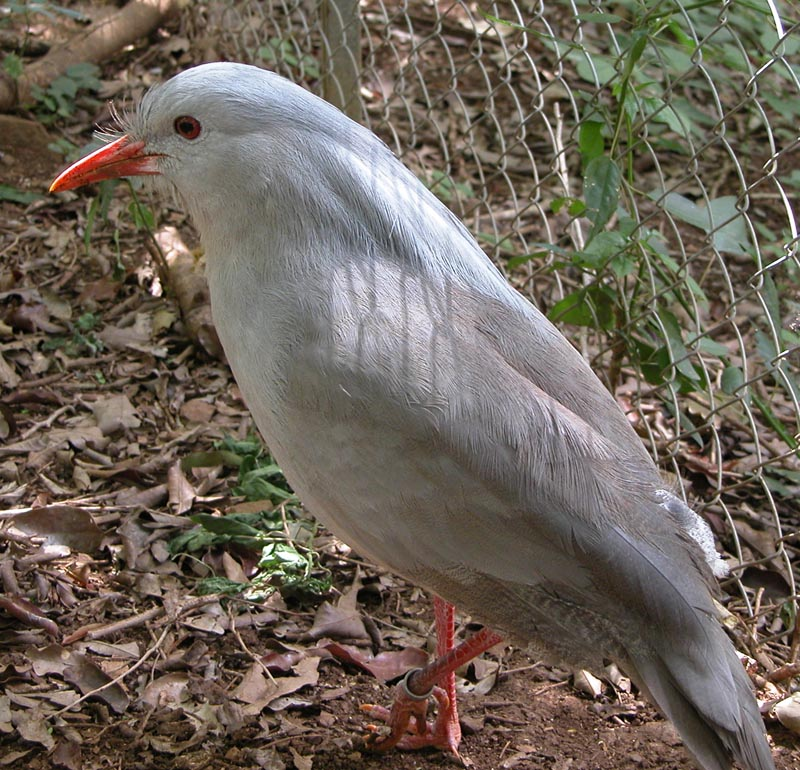
Кагу представляет не только эндемичный вид, но и единственное эндемичное семейство птиц Новой Каледонии, Rhynochetidae.

Большой Барьерный риф Новой Каледонии входит в список Всемирного наследия ЮНЕСКО и является вторым по величине барьерным рифом в мире. Риф имеет большое видовое разнообразие с высоким уровнем эндемизма. Многие группы были недостаточно отобраны и недостаточно изучены, особенно если рассматривать твёрдое дно промежуточных коралловых рифов и внешние склоны барьерного рифа. Это разнообразие включает океанические и континентальные рифы, образующие острова, атоллы, приподнятые рифы, погруженные рифы, окаймляющие рифы, барьерные рифы, мелководные или глубокие лагуны, является домом для находящихся под угрозой исчезновения дюгоней (Dugong dugon) и важным местом гнездования зелёной черепахи (Chelonia mydas). Новая Каледония имеет замечательную морскую фауну из-за обилия реликтовых организмов мезозоя, например, некоторых губок Lithistideae и Tetractinellideae, которые считаются живыми ископаемыми из-за их близости к меловым видам. Эндемичный моллюск Nautilus macromphalus — один из четырех известных в мире видов Nautilus, единственная живая группа головоногих моллюсков с внешней раковиной. Этот моллюск, похоже, идентичен своему палеозойскому предку. Cephalodiscus graptolitoides, описанный в 1993 году, также считается живым ископаемым представителем граптолитов, которые ранее считались вымершими более 300 миллионов лет назад.
Сегодняшнее морское биоразнообразие Новой Каледонии насчитывает 9372 вида, принадлежащих к 3582 родам и 1107 семействам. Важными группами, которые вносят свой вклад, являются моллюски (2151 вид), рыбы (1695 видов), фораминиферы (585 видов), крабы (552 видов) и морские макрофиты (454 вида).
Разнообразие животного мира Новой Каледонии было аналогичным разнообразию некоторых океанических островов, особенно Новой Зеландии, и, как и на этих островах, биоразнообразие было выше до того, как они были заселены людьми. На острове нет местных млекопитающих, кроме летучих мышей и нет местных амфибий. Среди позвоночных преобладают пресмыкающиеся и птицы. Сегодня на острове обитает 21 эндемичный вид птиц, в том числе одно эндемичное семейство Rhynochetidae, представленное одним живым видом, кагу. Остров также является родиной для необычного новокаледонского ворона. Разделение островов Гондваны до экспансии млекопитающих привело к распространению нелетающих птиц (моа, киви, sylviornis, кагу) и форм мезозойских рептилий, таких как туатара Новой Зеландии.
Эндемичные виды составляют 62 из 69 видов. На островах не осталось ни крокодилов, ни наземных черепах. На территории обитают два вида змей: один на главном острове, а другой на островах Луайоте. Здесь обитает большое количество сцинков и гекконов.
Остров Пен является домом для Correlophus ciliatus и самого большого в мире геккона Rhacodactylus leachianus.
На острове Новая Каледония обитает самое большое разнообразие рептилий, в том числе гигантский геккон (Rhacodactylus leachianus) и гигантский сцинк (Phoboscincus bocourti). Яд местных морских змей крайтов в десять раз сильнее яда гремучей змеи.
До прибытия европейцев единственными млекопитающими на острове были шесть эндемичных видов летучих мышей, в том числе Rousettus, крупные представители семейства Крылановые, которую ели местные жители.
Самое высокое в мире биоразнообразие Volutomitridae находится в водах Новой Каледонии.
Тропические беспозвоночные составляют большую часть эндемичной фауны. К ним относятся пресноводные губки, кольчатые черви, наземные и пресноводные моллюски, паукообразные, скорпион и мигаломорфы, многие из которых являются родственными видами мигаломорфов Квинсленда. В реках и озерах обитает 14 эндемичных видов десятиногих ракообразных.
На острове обитают клещи, пауроподы, равноногие и коллемболы. К наиболее изученным отрядам насекомых относятся Двукрылые, Перепончатокрылые, Чешуекрылые, Сеноеды, Стрекозы, Подёнки, Ручейники и Кожистокрылые. Зарегистрировано около 4000 видов насекомых, демонстрирующих высокий эндемизм на уровне видов и родов. Примечательны гигантский кокосовый кузнечик (Pseudophyllanax imperialis) и другие эндемичные насекомые, в том числе муравей (Cerapachys cohici), цикада (Kanakia typica), стрекоза (Caledopteryx maculata), жук-усач (Buprestomorpha montrouzieri), муравей (Gigantophasma bicolor) и пчела-листорез (Eutricharaea australis). Существует 521 вид чешуекрылых, из них 197 эндемичных (38 %), в частности бабочка-парусник (Papilio montrouzieri), Graphium gelon, Polyura gamma, Paratisiphone lyrnessa, Austroypthima petersi и мотылёк-сфинкс Compsulyx cochereaui.

### Птицы
Существует двадцать два эндемичных вида наземных птиц, три эндемичных рода и одно семейство. Новокаледонский ворон (Corvus moneduloides) известен своей сообразительностью. Два рода являются эндемиками: Drepanoptila (пёстрые голуби) и Eunymphicus. Новокаледонский попугай, как известно, является базальным видом рода Cyanoramphus, который происходит из Новой Каледонии, откуда он распространился на многие острова Тихого океана.
Самым известным видом является кагу (Rhynochetos jubatus), которому угрожают собаки, крысы и другие хищники. Это птица размером с курицу, почти не умеющая летать, с длинным хохолком, которую можно найти в лиственных лесных горах.
Другими сухопутными эндемичными птицами являются Accipiter haplochrous, Philemon diemenensis, Erythrura psittacea, Zosterops xanthochroa, Phylidonyris undulata, Pachycephala caledonica, Aplonis striata, Gymnomyza aubryana, Eopsaltria flaviventris, Coracina analis, Myzomela caledonica, островные дрозды (Turdus poliocephalus) T. p. xanthopus, T. p. pritzbueri (вероятно вымершие) и Megalurulus mariei.

## Угрозы
Биоразнообразию Новой Каледонии угрожают многие факторы. Экосистемы изолированных островов, как правило, уязвимы для захвата интродуцированными видами, потому что они столкнулись с меньшим конкурентным давлением по мере своего первоначального развития. Насекомые, такие как малый огненный муравей, и млекопитающие, такие как крысы, кошки, собаки и свиньи, нанесли ущерб местным видам, таким как наземный кагу.
Обезлесение в результате вырубки леса, добычи полезных ископаемых, неконтролируемых пожаров, сельского хозяйства, городского развития и туризма — всё это увеличивает нагрузку на эти хрупкие экосистемы, уничтожая жизненно важную среду обитания. Охота является проблемой в отдалённых районах. Некоторые виды находятся под угрозой чрезмерной эксплуатации в качестве лекарственных растений.
Вырубка лесов сама по себе может привести к исчезновению полных родов и порядков в ограниченном регионе с сопутствующей потерей генетической и филогенетической информации. Например, репродуктивные структуры группы primigenia Amborella представляют собой настоящие цветки, которые имеют уникальный анатомический мостик между структурами, характерными для шишковидных и цветоносных растений. Его порядок встречается только в Новой Каледонии.
Горнодобывающая промышленность сосредоточена на богатых месторождениях никеля на острове, которые составляют около четверти мировых запасов. Как следствие, добыча полезных ископаемых представляет серьезную угрозу для его экологии.
Сухая зона — это область, наиболее пострадавшая от деятельности человека, в основном занятая колониальными зданиями, выходящими на прекрасные пляжи, и инфраструктурой никелевой промышленности.
Несмотря на эти угрозы, с 1500 года не известно ни одного вымершего вида. Два вида, новокаледонский лесной пастушок и диадемовый украшенный лори, не наблюдались более ста лет и считаются находящимися под угрозой исчезновения, если не фактически вымершими. Считалось, что похожая участь постигла и черноспинного совиного козодоя, но недавнее исследование обнаружило их в отдалённых районах. Ресничный геккон-бананоед считался вымершим, пока его не открыли заново в 1994 году. Местные травы вытесняются сильными интродуцированными конкурентами, такими как Melinis minutiflora.
Биоразнообразие местных видов деревьев защитило от инвазивных интродуцированных видов деревьев, как это произошло на других островах Тихого океана. Правительство создало защитные парки и заповедники.

## Сохранение
Многие экологические организации считают Новую Каледонию приоритетом природоохранной деятельности, лоббируя сохранение уникальных экосистем островов. На сегодняшний день им не удалось добиться окончательной защиты оставшихся природных территорий Новой Каледонии. Например, все попытки предоставить им статус Всемирного наследия ЮНЕСКО не увенчались успехом из-за противодействия со стороны региональных правительств и интересов горнодобывающей промышленности и развития. Добыча полезных ископаемых продолжает расширяться в уязвимых районах, хотя горнодобывающие компании проводят минимальные восстановительные работы после закрытия шахты. Однако, даже принимая во внимание такие усилия по реабилитации, добыча полезных ископаемых разрушает местное биоразнообразие. Статус объекта всемирного наследия ограничит добычу полезных ископаемых в районах, имеющих экологическое значение, что повлияет на занятость и государственные доходы.
Усилия по сохранению на низовом уровне были в лучшем случае предварительными и неизменно терпели неудачу, когда прямо противоречили горнодобывающим и другим проектам развития. Недавние усилия по усилению защиты среды обитания встретили сильное официальное сопротивление и насилие в отношении сторонников. Примечательно, что Bruno Van Peteghem, получивший в 2001 году Экологическую премию Голдмана, использовал местную судебную систему, чтобы заставить правительственных лидеров соблюдать законы, защищающие коралловые рифы страны. После победы в суде его дом был взорван, а его семье неоднократно угрожали. В конце концов, главе правительства Jacques Lafleur удалось заставить Van Peteghem замолчать, вынудив его де-факто покинуть страну, организовав прекращение его работы в национальной авиакомпании.

## Галерея

### Пейзажи

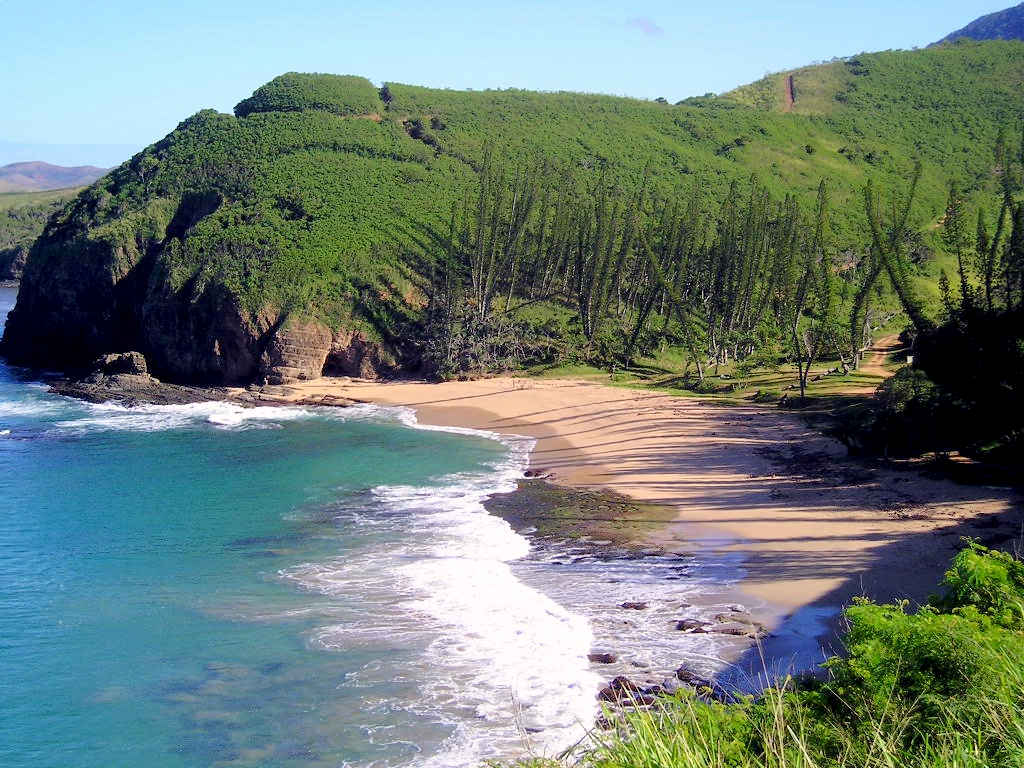
Залив Des Tortues (Залив черепах), на побережье Bourail
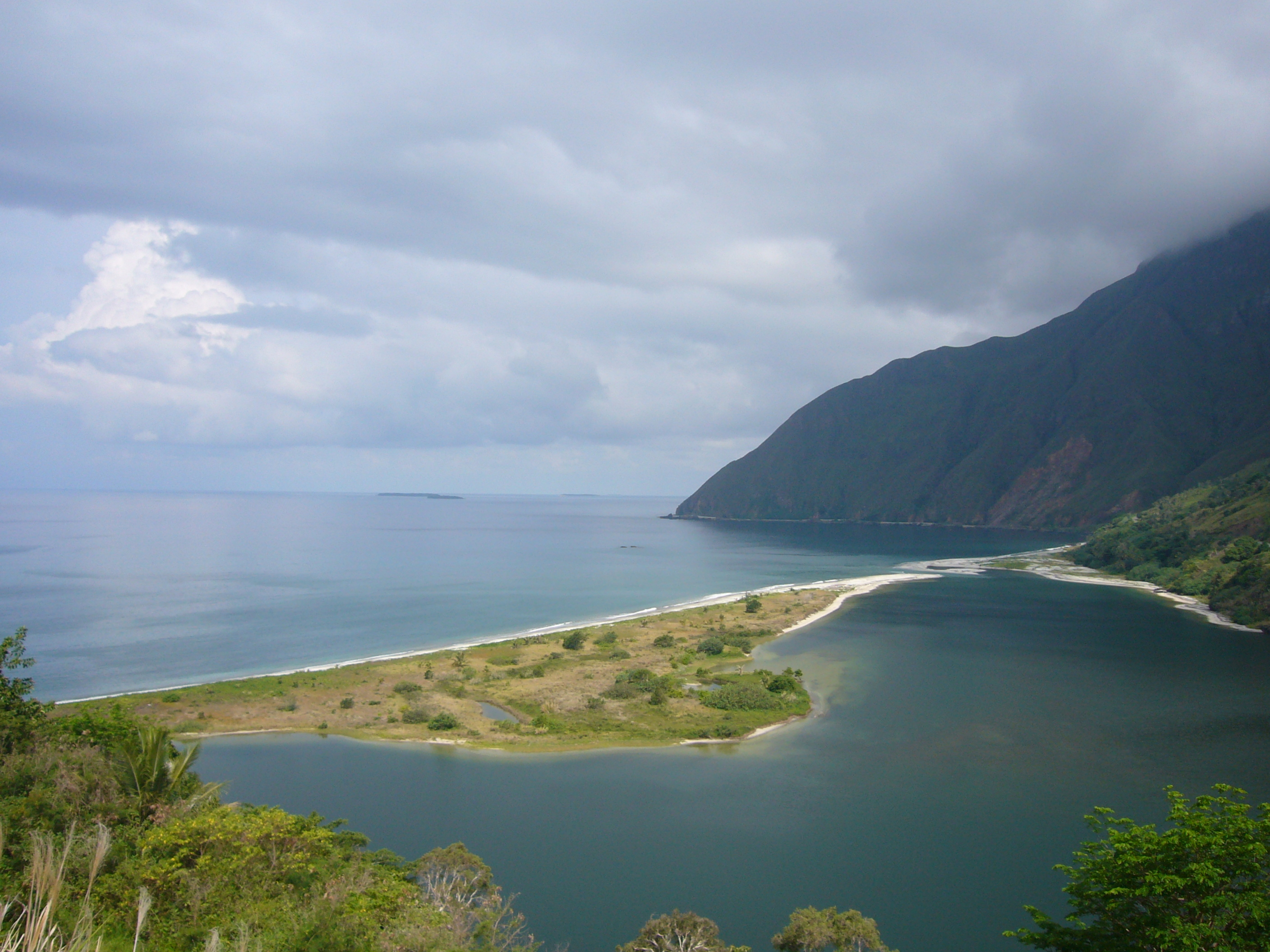
Устье реки Ouaieme
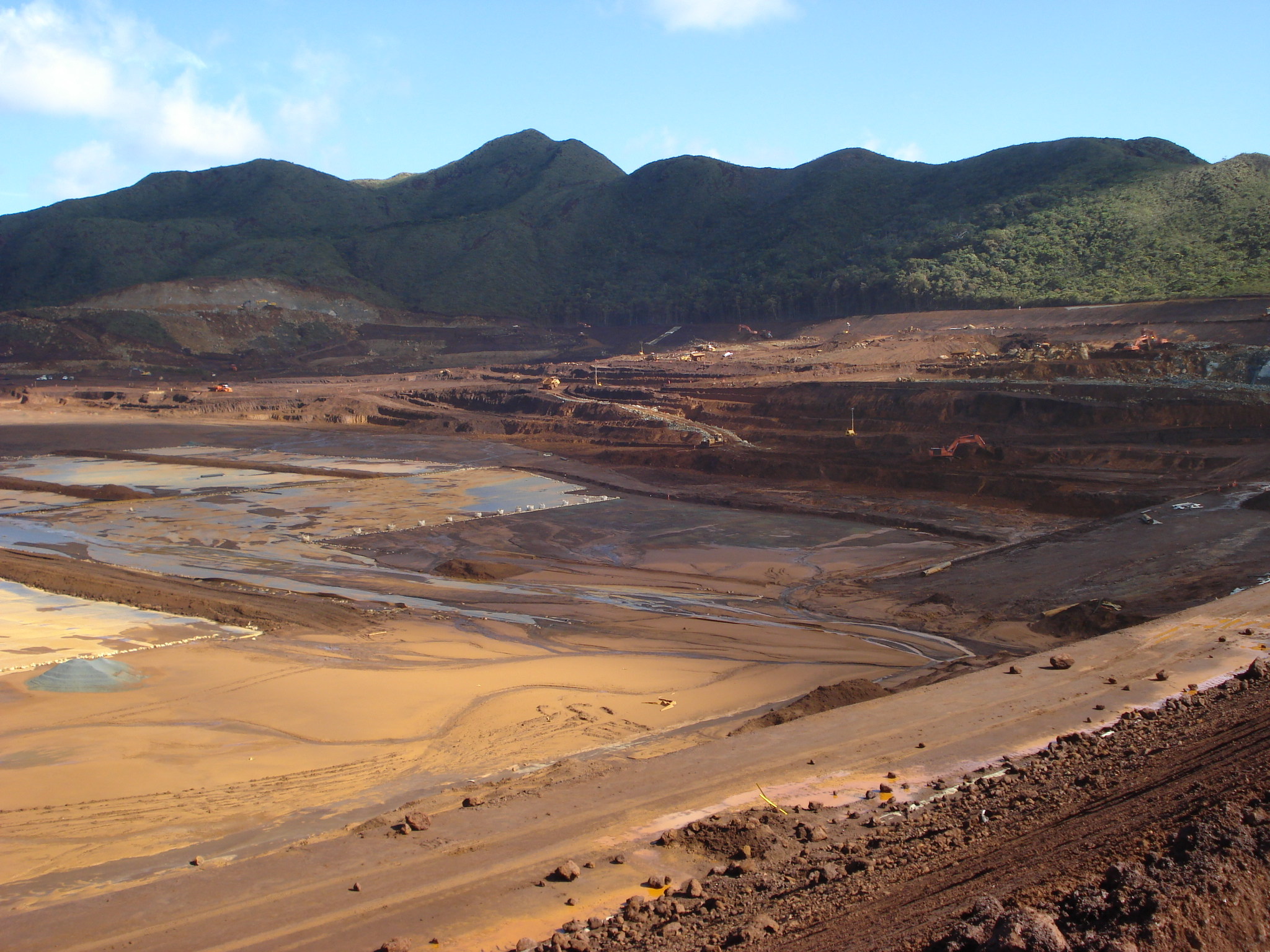
Строительство хвостохранилища Горо-никелевый рудник, Кве-Вест-Басин
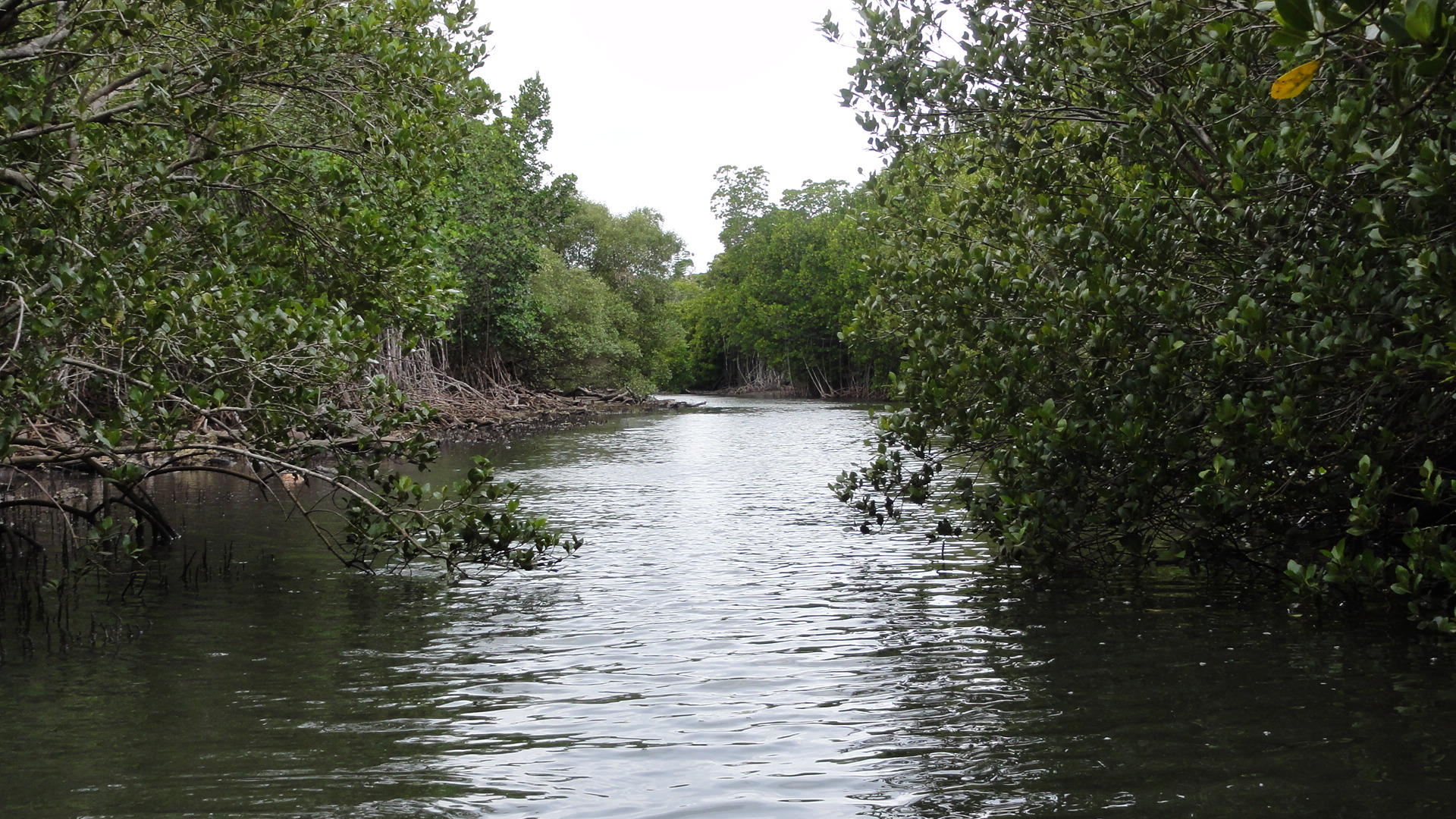
Мангровые заросли в Creek
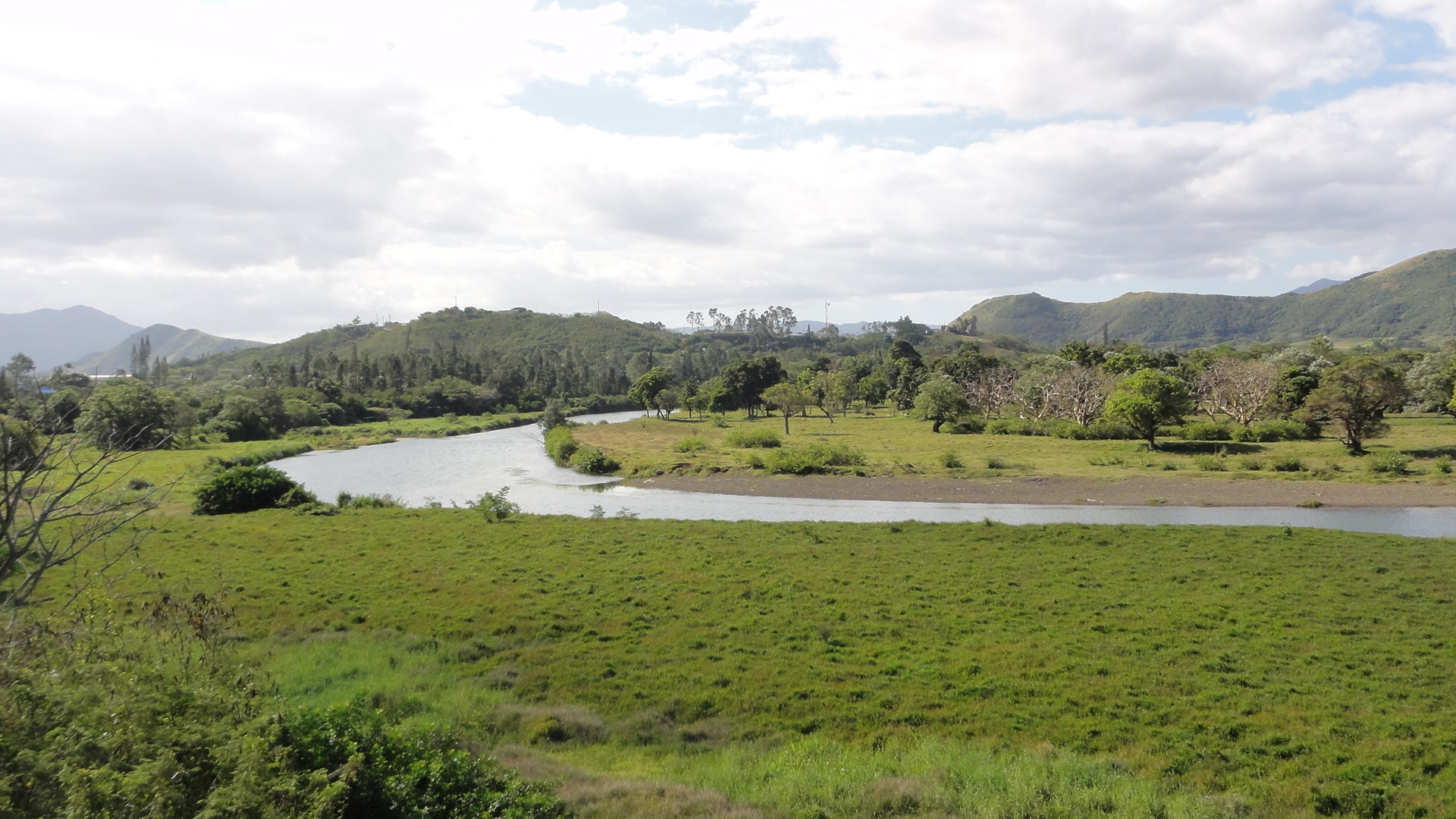
Равнина реки Néra
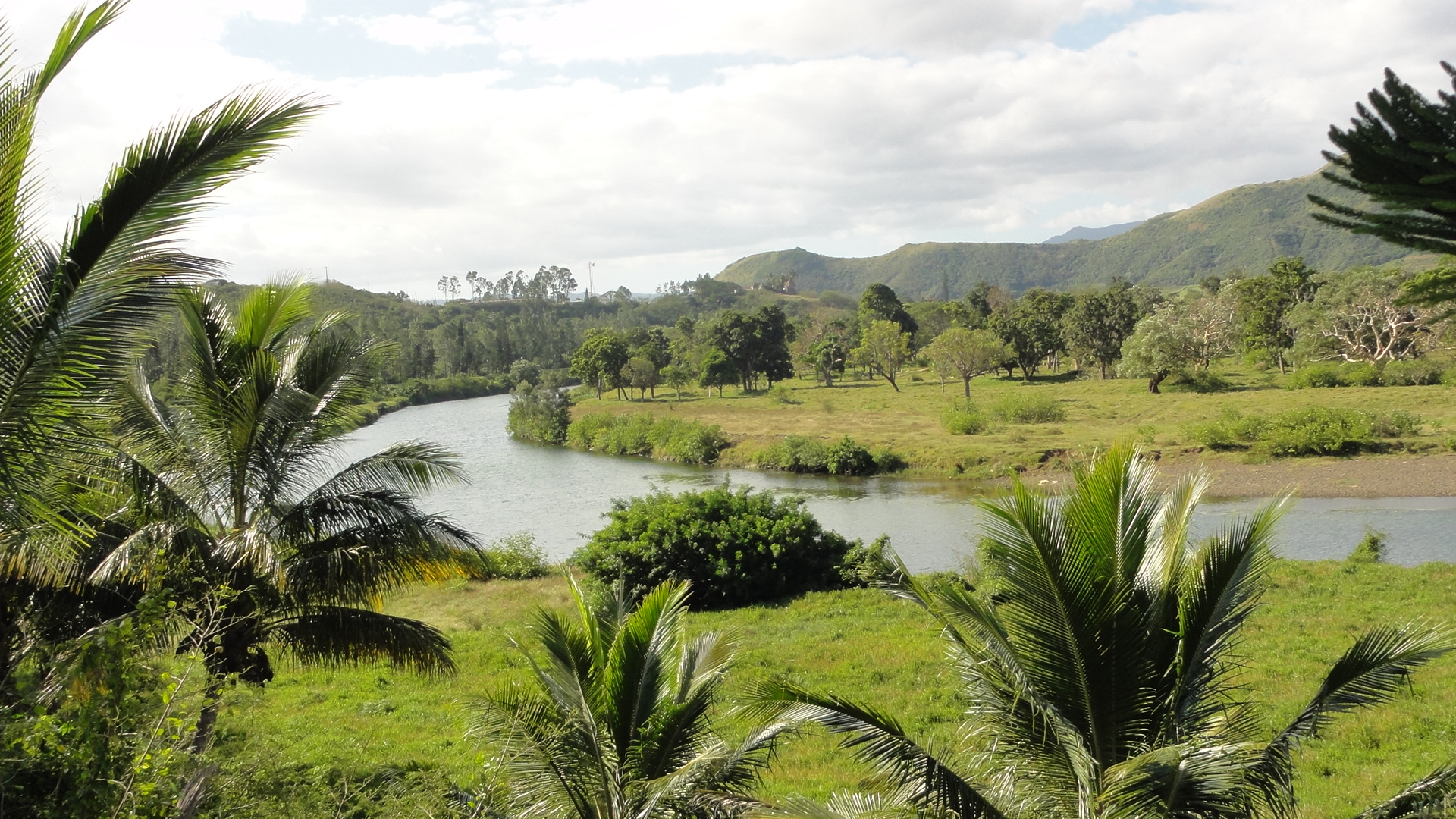
Растительность вокруг реки Néra
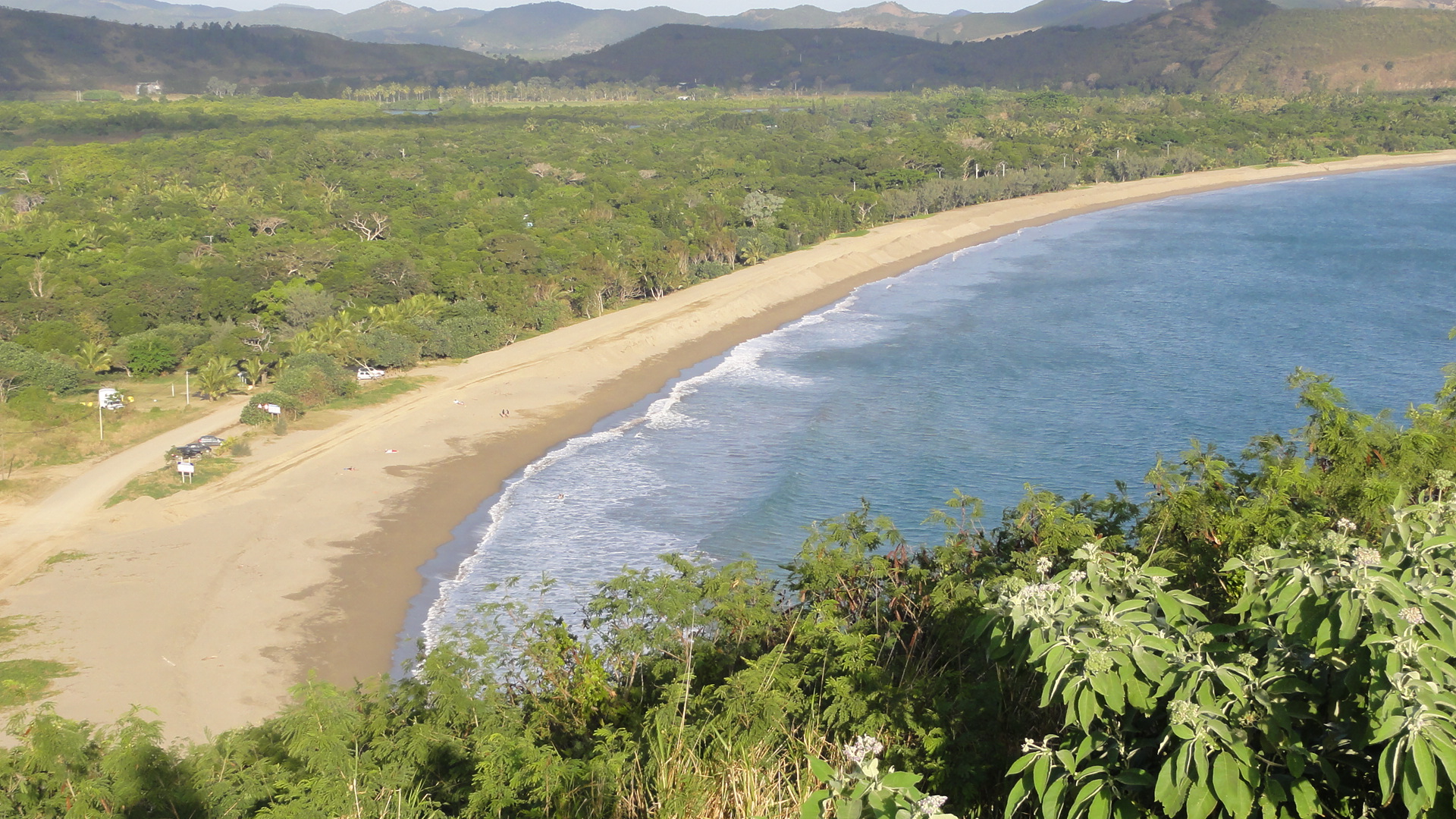
Пляж Roche
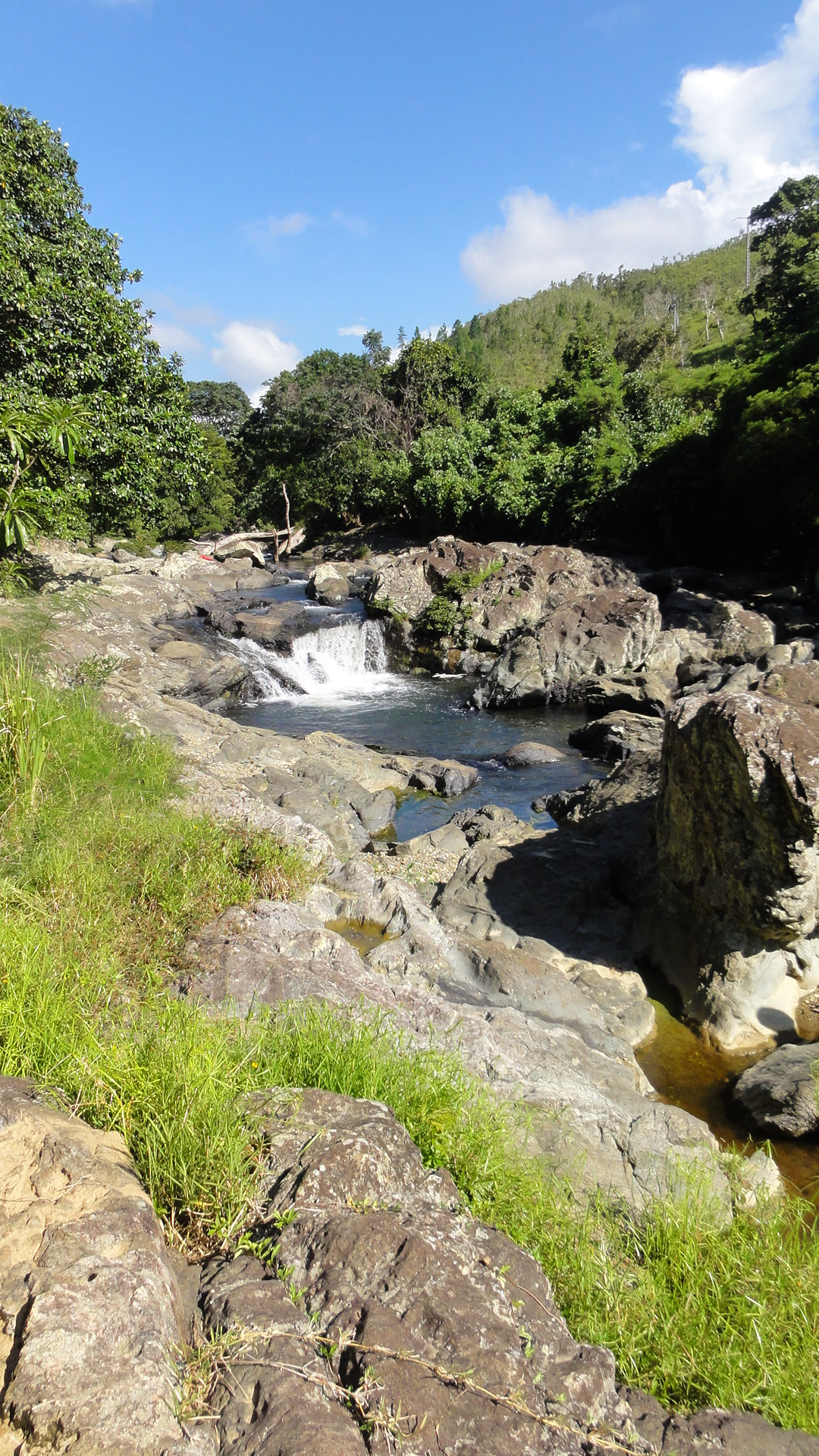
Poindimié Creek
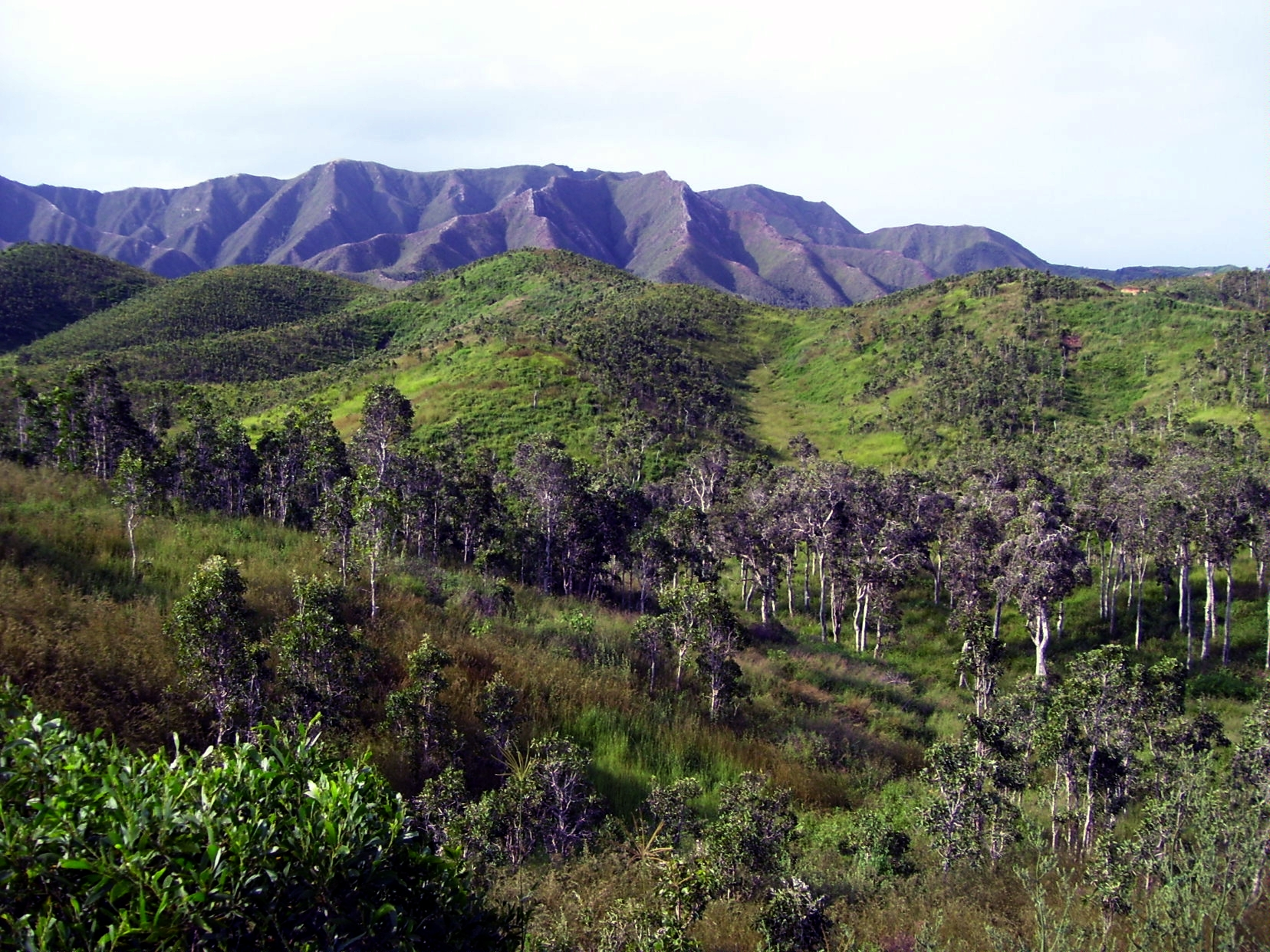
Саванна с деревьями Niaouli на севере западного побережья, в Малабу
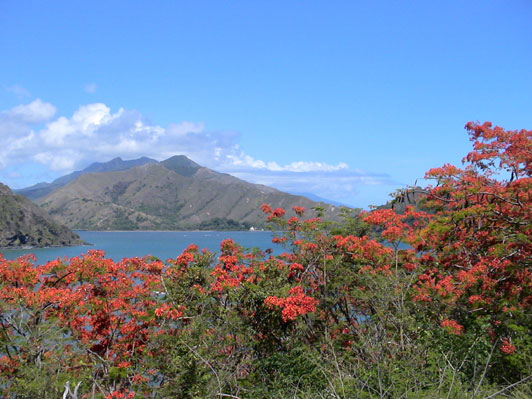
Гора Panie Vista
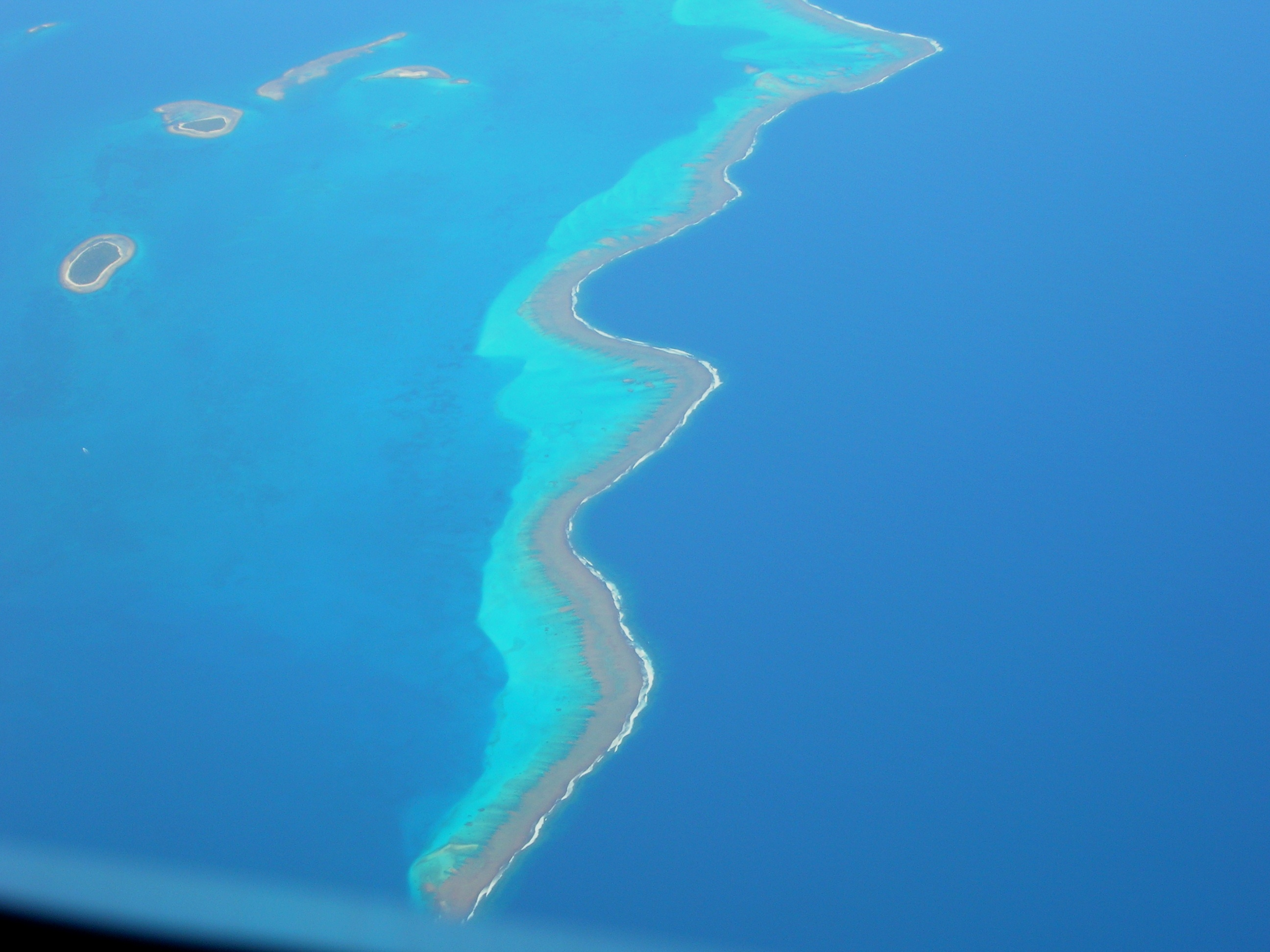
Аэрофотоснимки рифа и островков Аннибал
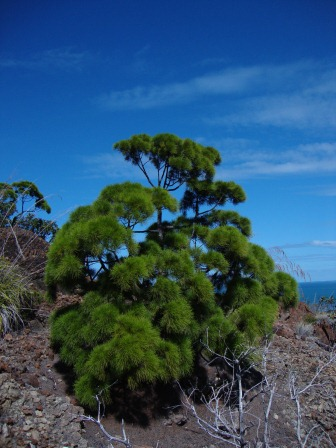
Мини-кустарник маки в горах Tiébaghi (Кумак)
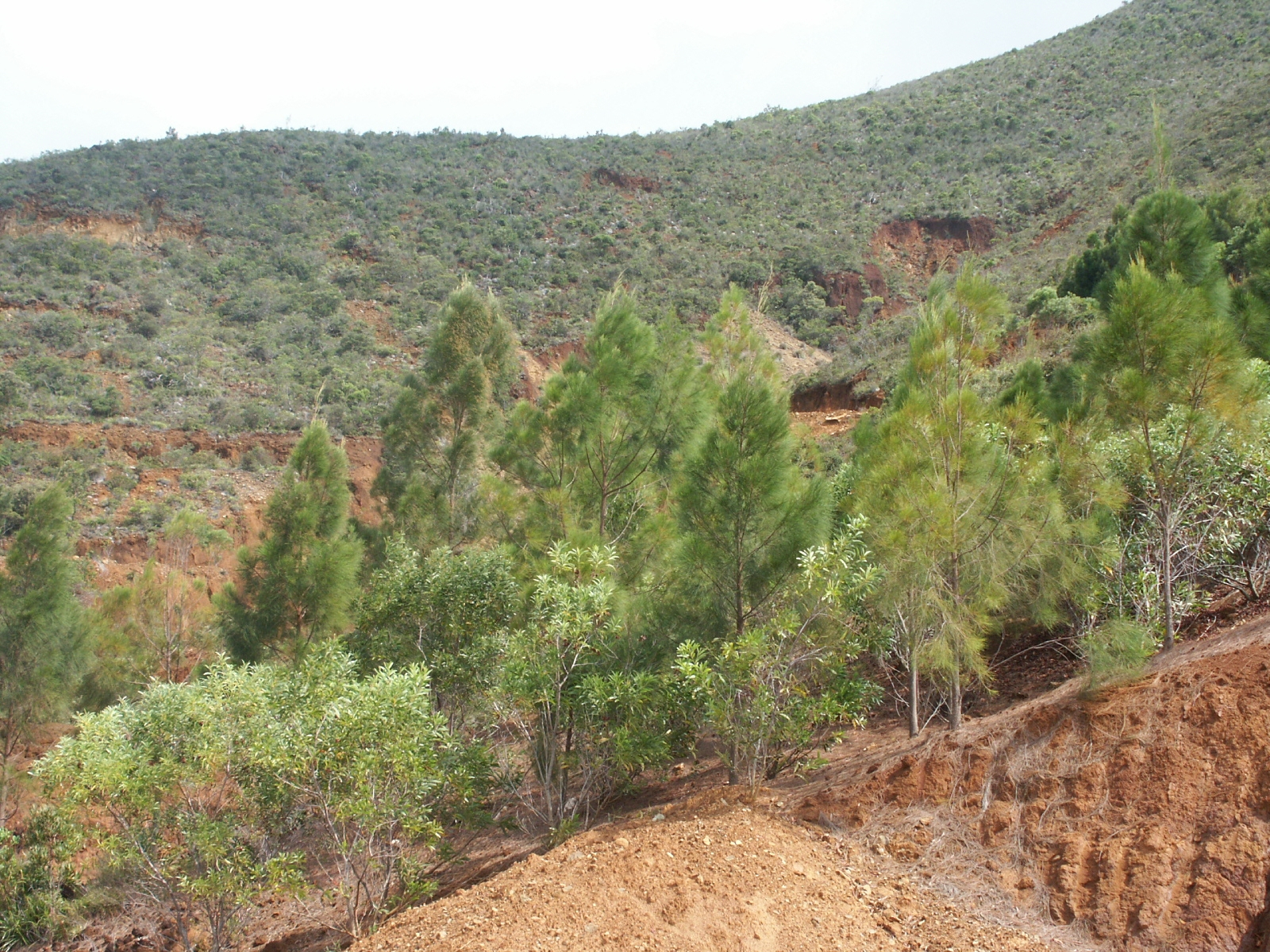
Casuarina collina (железное дерево) и Acacia spirorbis (ложный гваяк) около семи лет рекультвации горнодобывающих земель - коммуна Мондор - Южная провинция
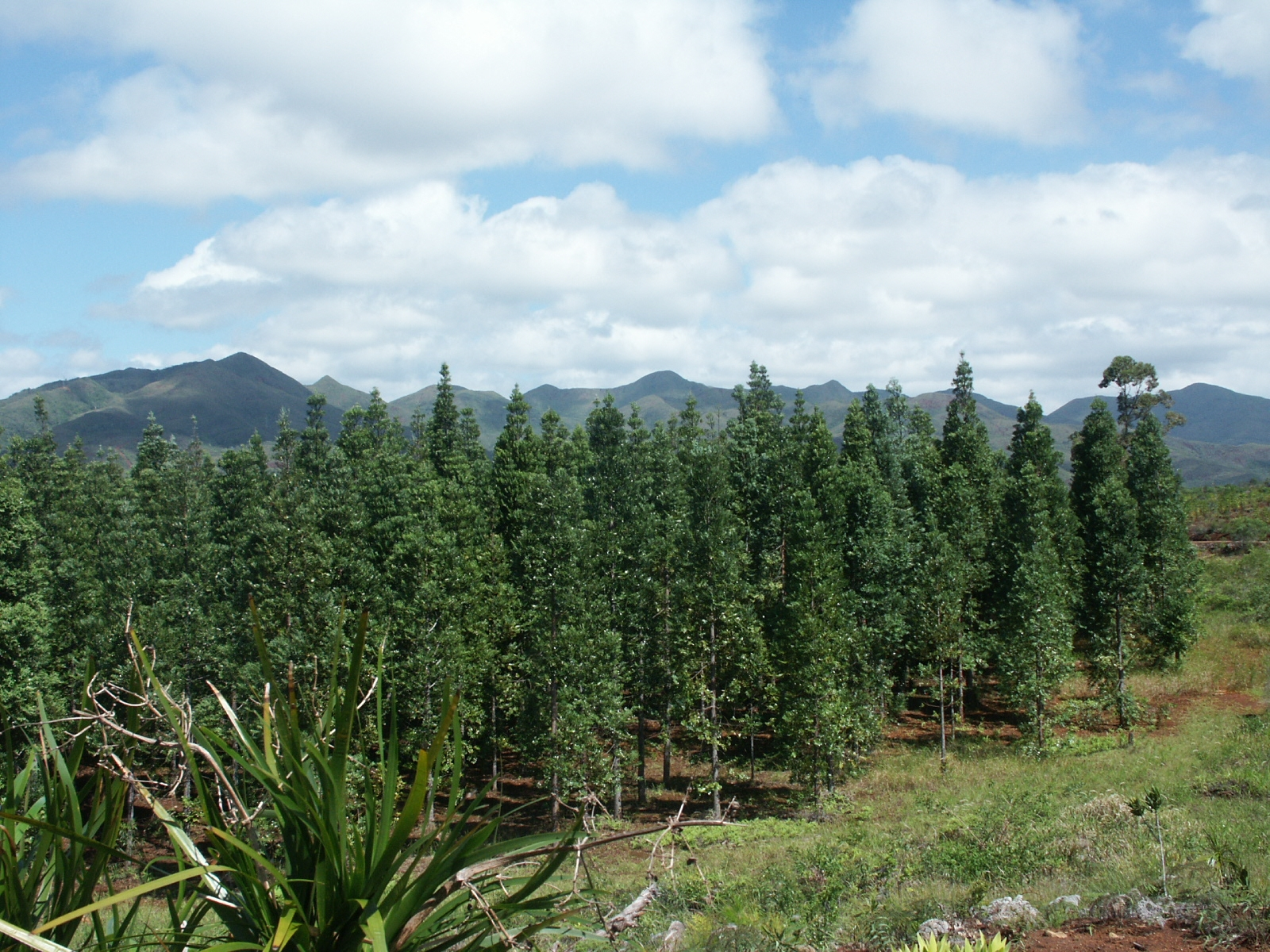
Плантация Agathis lanceolata
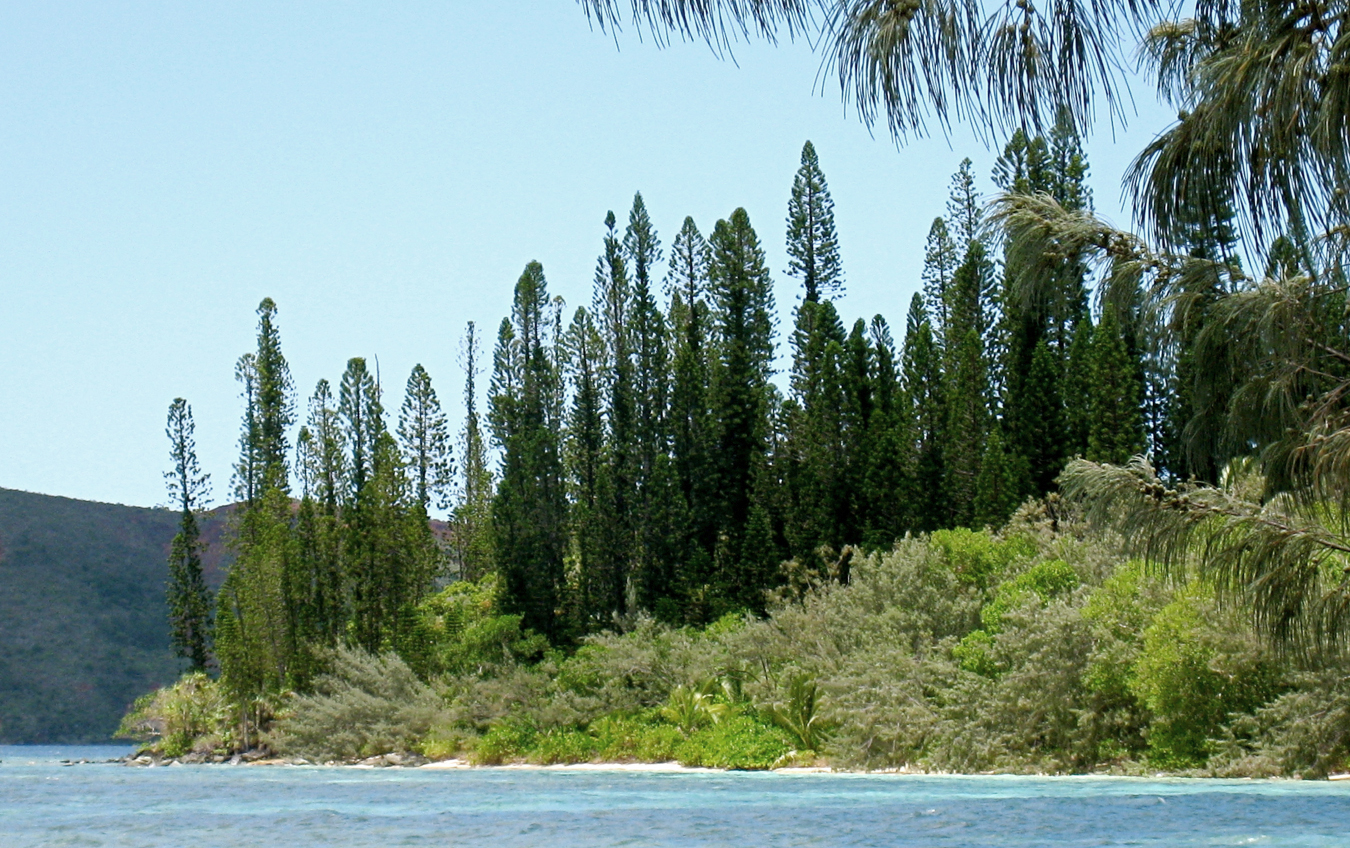
Среда обитания Araucaria columnaris
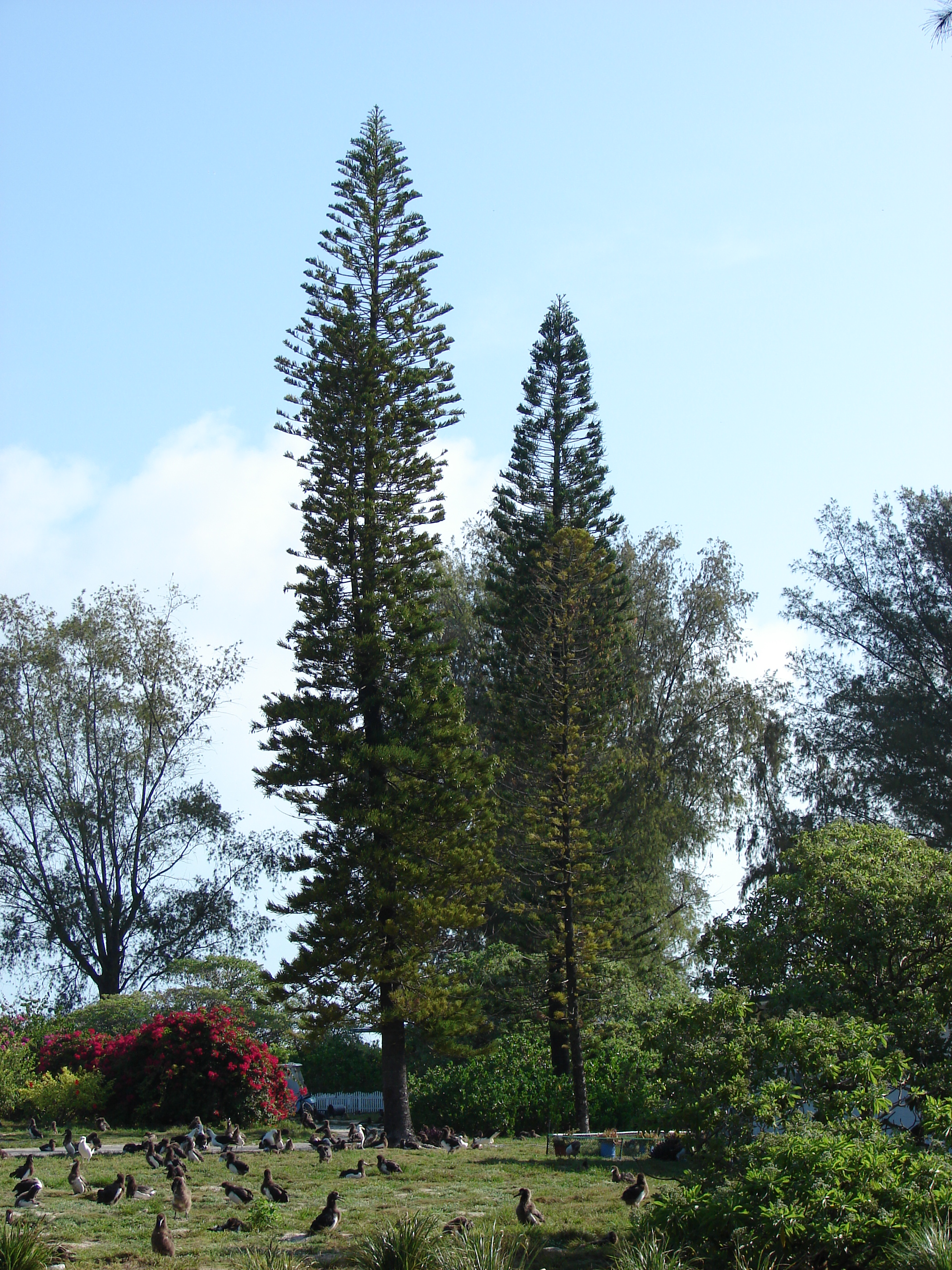
Araucaria columnaris с лайсанским альбатросом. Отель Commodore Ave cul de sac расположен на атолле Мидуэй, в резиденции Sand Island.
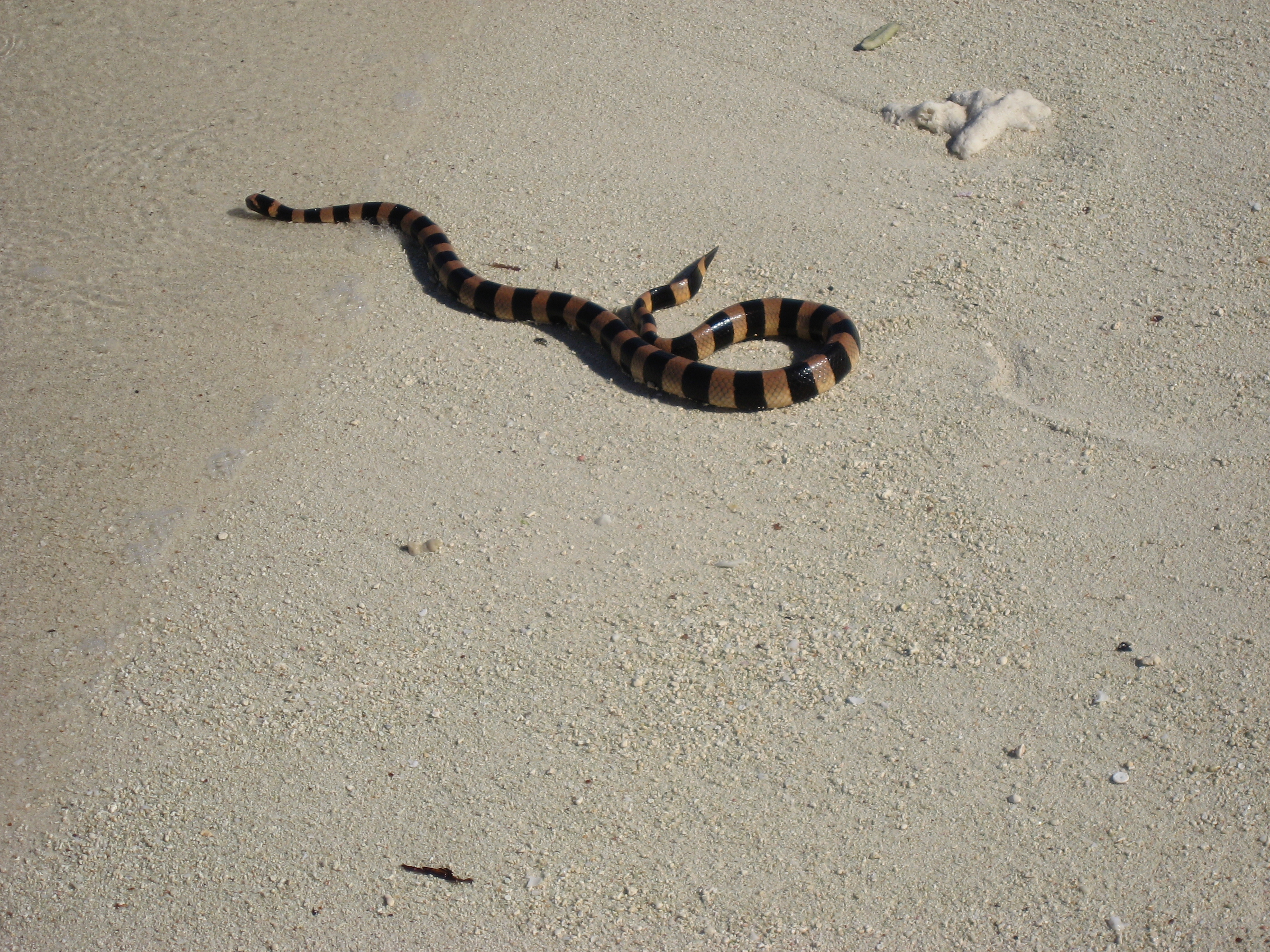
Морская змея (Laticauda sp) на маяке острова Амеде
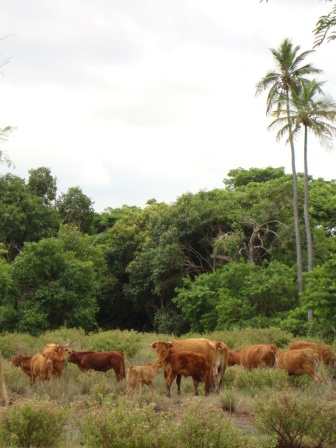
Домашний скот в Кумаке

### Рыбы коралловых рифов
Несколько примеров рыб коралловых рифов; все фотографии здесь взяты из Новой Каледонии.

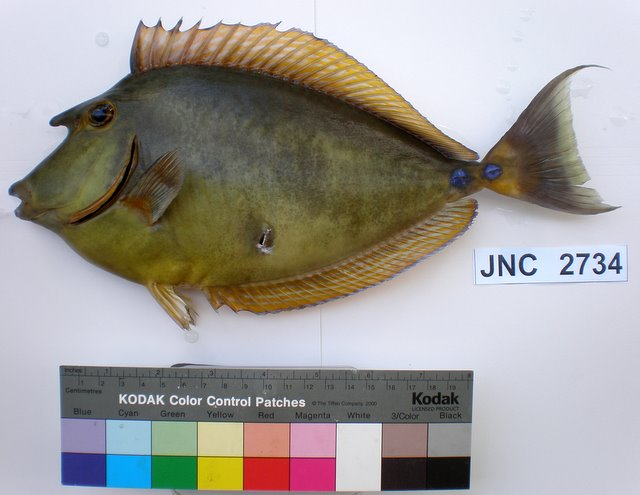
Naso unicornis
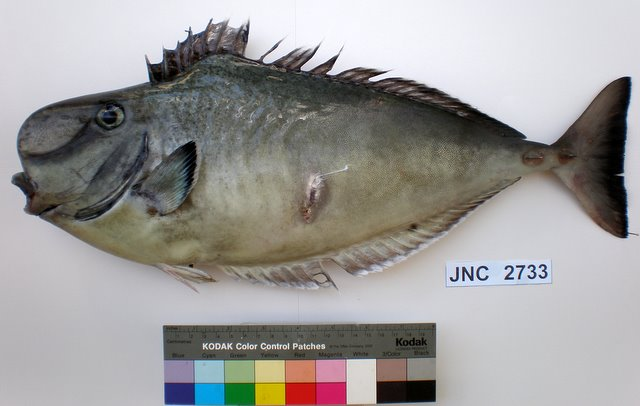
Naso tonganus
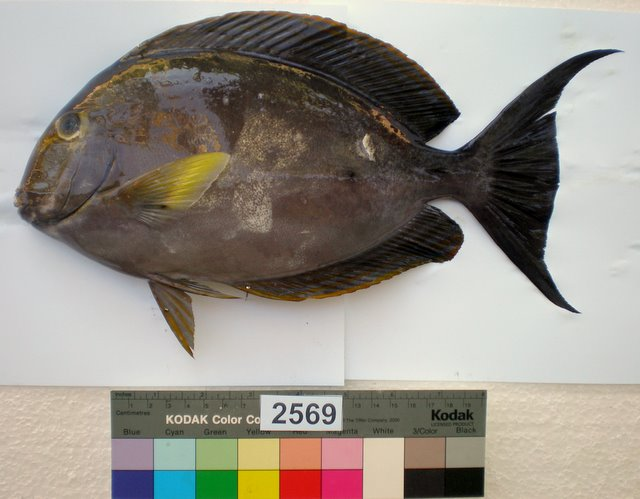
Acanthurus xanthopterus
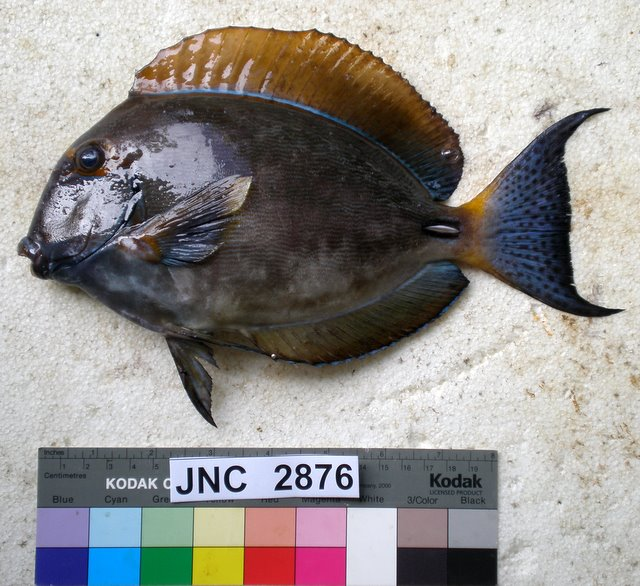
Acanthurus dussumieri
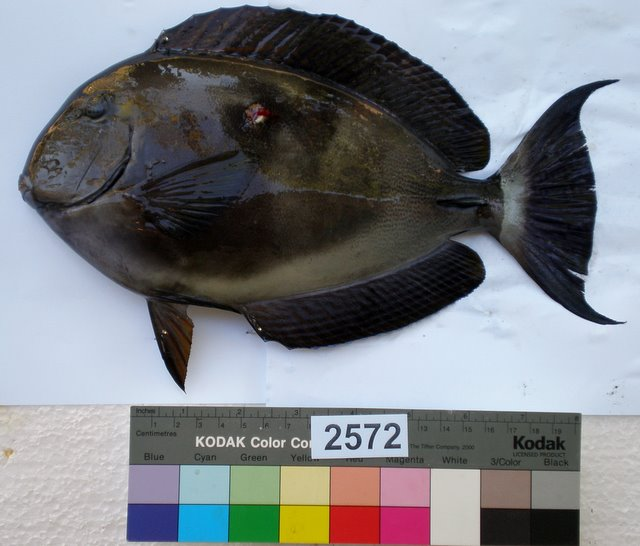
Acanthurus blochii
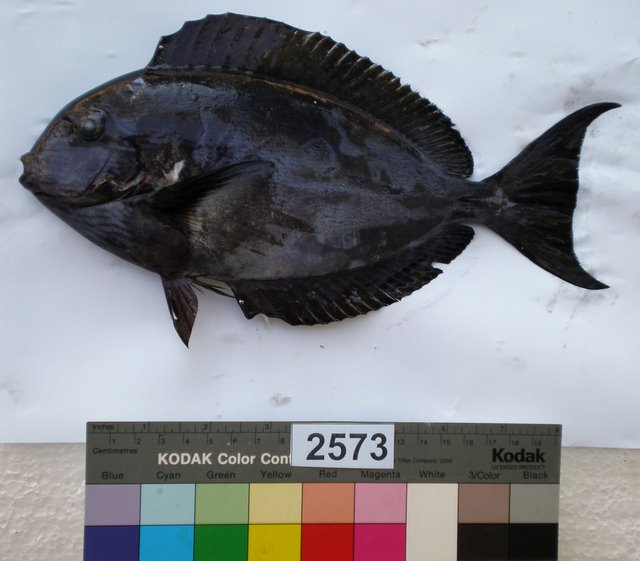
Acanthurus albipectoralis
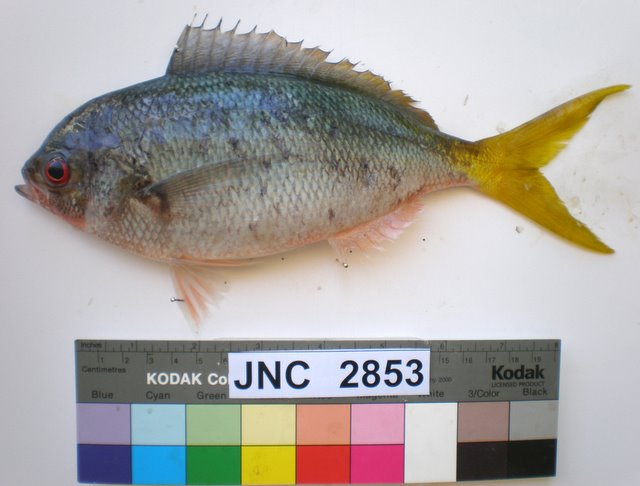
Caesio cuning
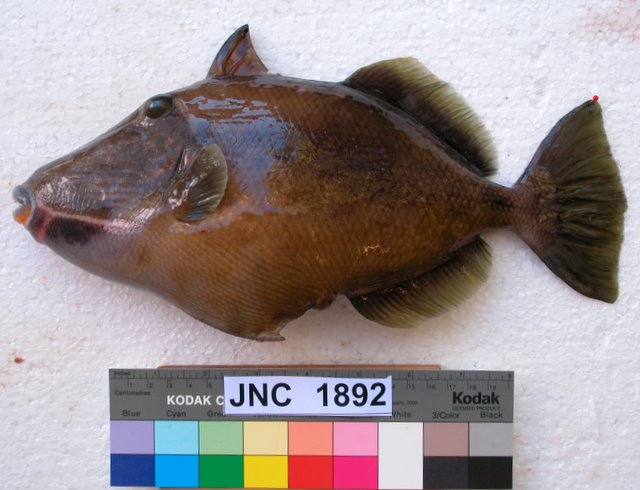
Sufflamen fraenatum
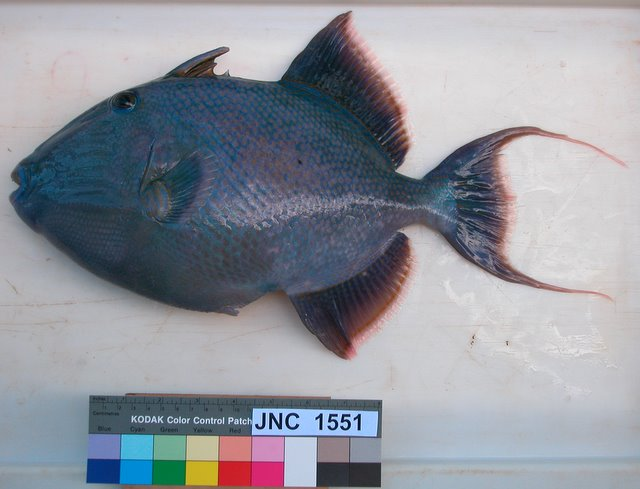
Pseudobalistes fuscus
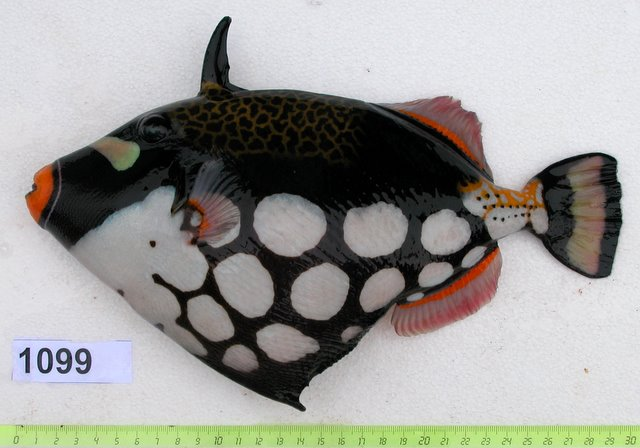
Balistoides conspicillum
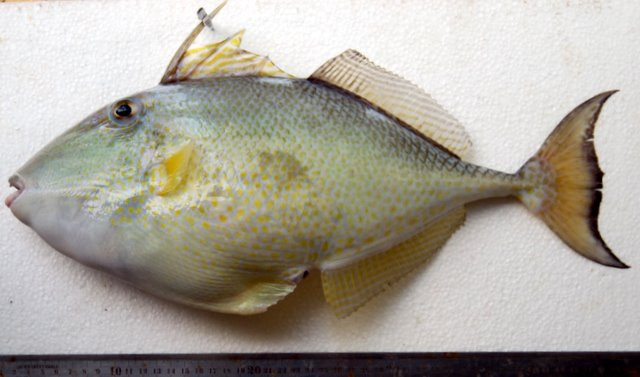
Abalistes stellatus
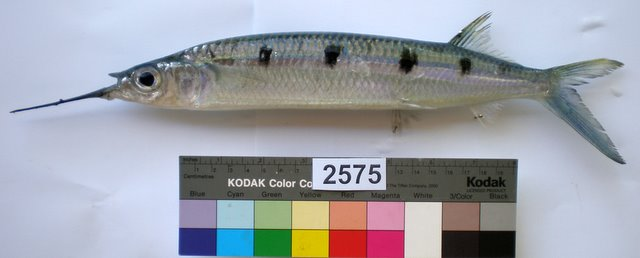
Hemiramphus far
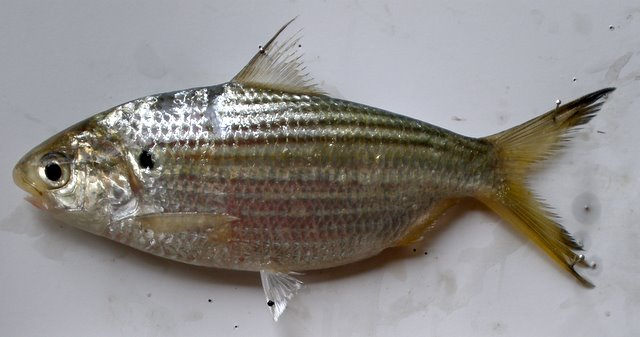
Anodontostoma chacunda
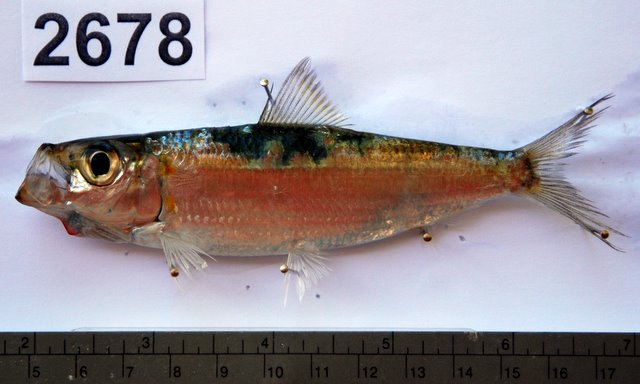
Herklotsichthys quadrimaculatus
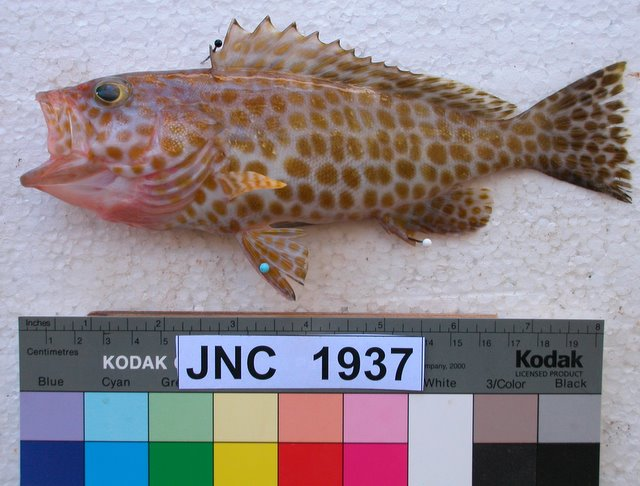
Epinephelus areolatus
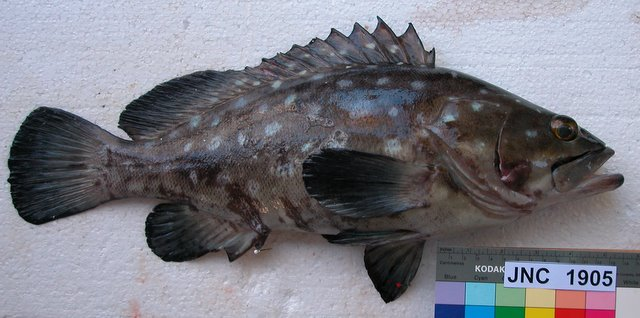
Epinephelus coeruleopunctatus
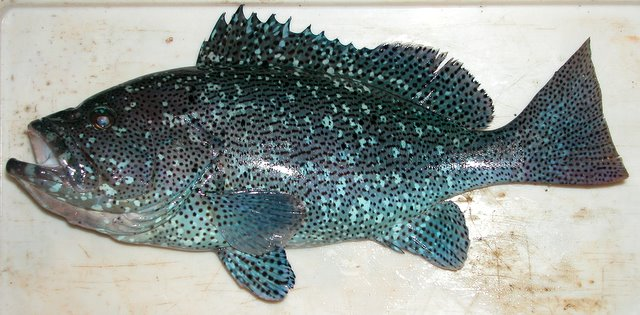
Epinephelus cyanopodus
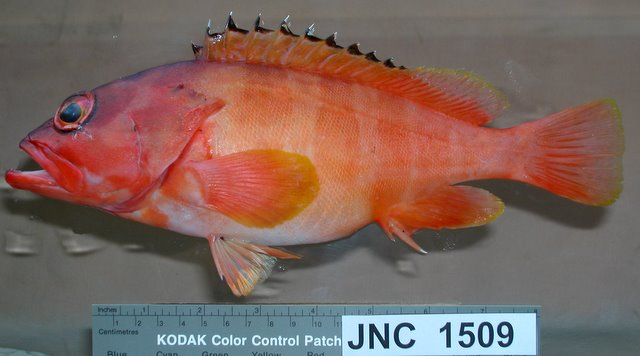
Epinephelus fasciatus
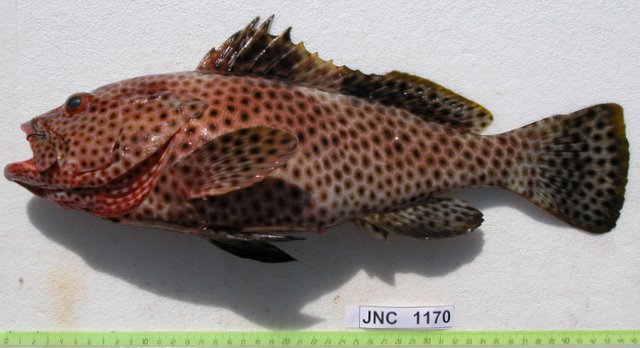
Epinephelus maculatus
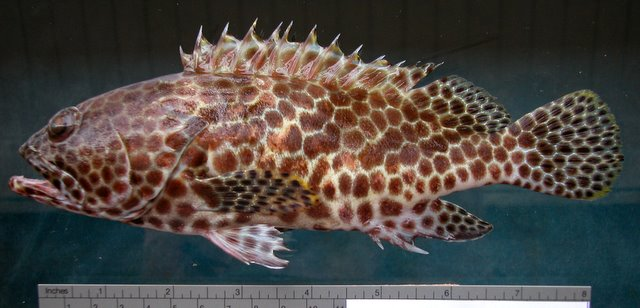
Epinephelus merra
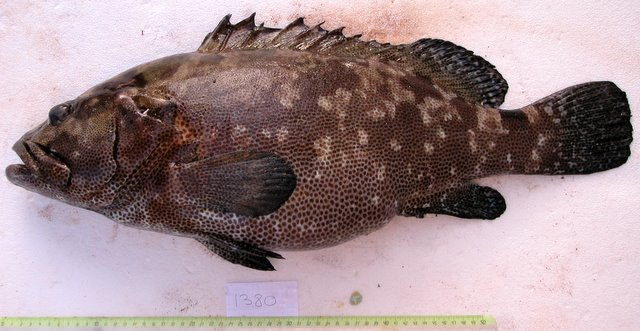
Epinephelus polyphekadion
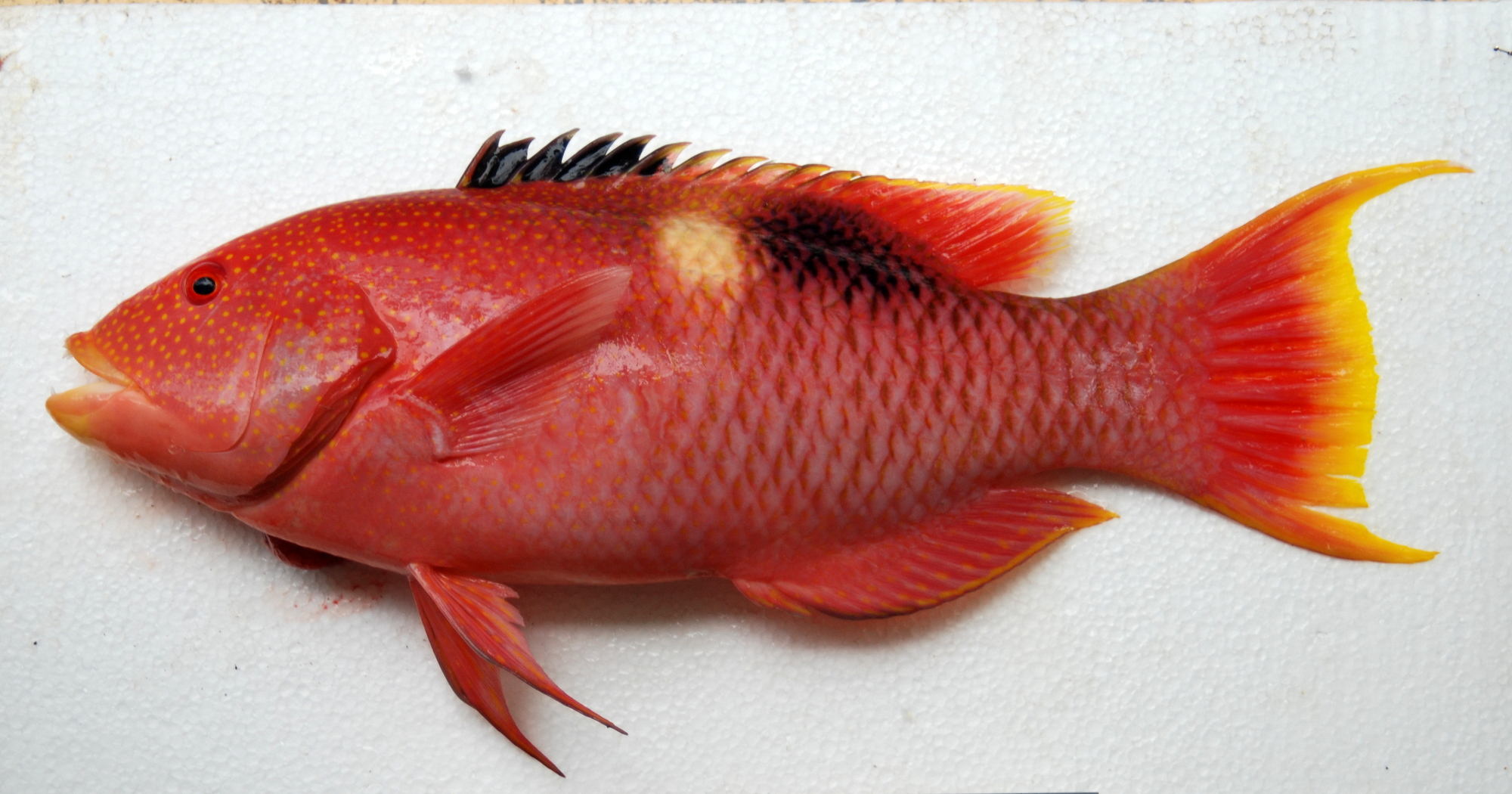
Bodianus perditio.
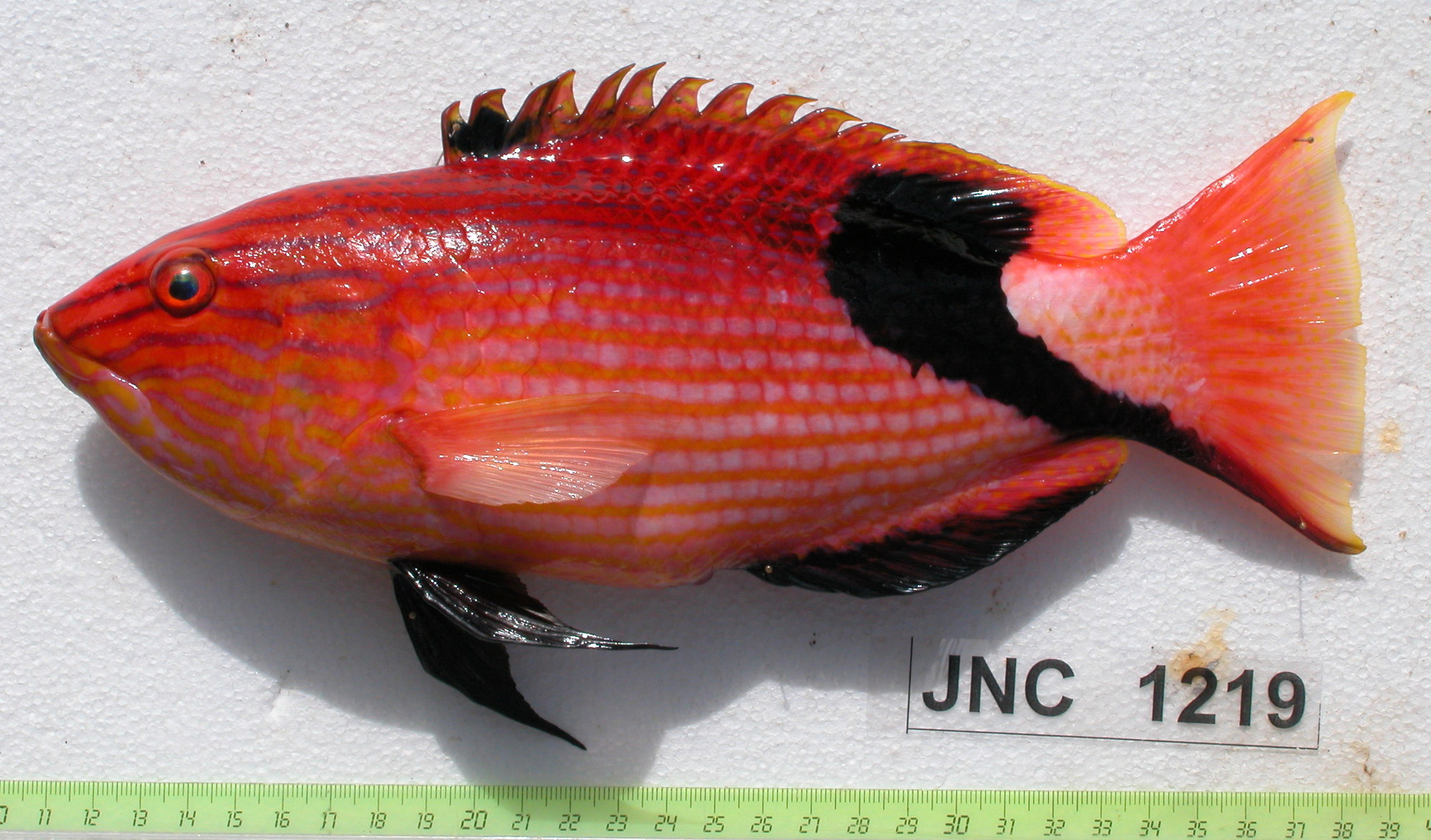
Bodianus loxozonus.
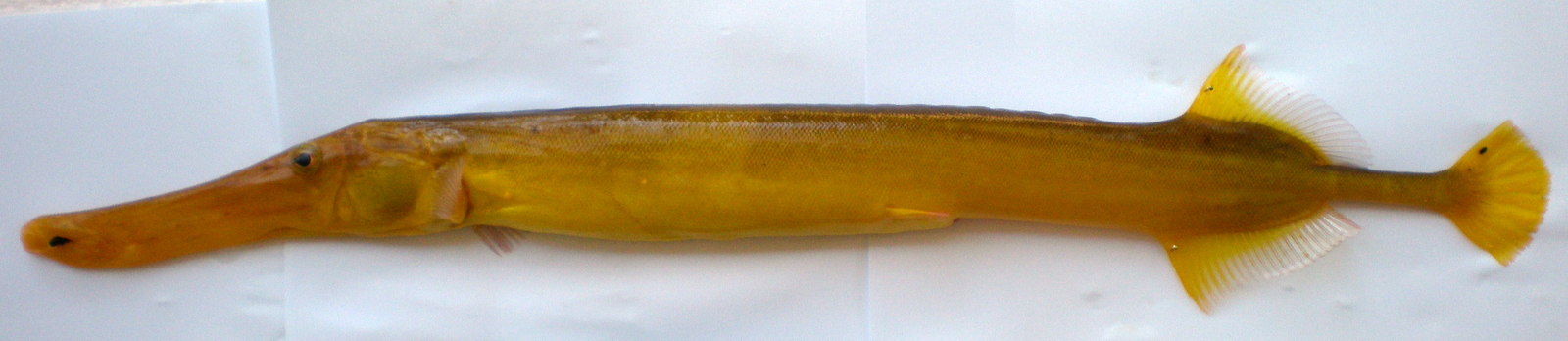
Aulostomus chinensis.